# Campeonato de Primera B 2024 (Argentina)
El Campeonato de Primera B 2024, oficialmente Campeonato de Primera División B 2024, fue la nonagésima tercera edición del certamen, tercera categoría del fútbol argentino en el orden de los clubes directamente afiliados a la AFA, en el que participaron veintidós equipos. Comenzó el 2 de febrero y finalizó el 21 de diciembre.
Los nuevos participantes fueron los seis equipos ascendidos de la Primera C 2023: Excursionistas, cuya última participación fue en la temporada 2016-17;  Deportivo Laferrere, que regresó tras perder la categoría en la temporada 2005-06; Ferrocarril Midland, que volvió después de su última intervención en la temporada 1996-97; Sportivo Italiano, que recuperó su lugar en el certamen en el que participó por última vez en 2015; Liniers y San Martín (B), ambos debutantes. Además, se sumaron los dos descendidos de la Primera Nacional 2023: Flandria, que volvió luego de su última intervención en 2021 y Villa Dálmine, que regresó después de su última participación en 2014.

## Ascensos y descensos
| Pos. | Equipo descendido de la Primera B 2023 |
| ---- | -------------------------------------- |
| 17.° | Ituzaingó                              |

| Cond.                | Equipos ascendidos de la Primera C 2023 |
| -------------------- | --------------------------------------- |
| Campeón              | Excursionistas                          |
| Subcampeón           | San Martín (B)                          |
| Tercer ascenso       | Deportivo Laferrere                     |
| Ganador del reducido | Ferrocarril Midland                     |
| Quinto ascenso       | Liniers                                 |
| Sexto ascenso        | Sportivo Italiano                       |

| Cond.         | Equipos ascendidos a la Primera Nacional 2024 |
| ------------- | --------------------------------------------- |
| Campeón       | Talleres (RdE)                                |
| Gan. 3.º asc. | San Miguel                                    |

| Pos.   | Equipos descendidos de la Primera Nacional 2023 |
| ------ | ----------------------------------------------- |
| Zona A | Flandria                                        |
| Zona B | Villa Dálmine                                   |

- De esta manera, el número de equipos participantes aumentó a 22.

## Equipos participantes
| Equipo               | Localidad           | Estadio                       | Capacidad |
| -------------------- | ------------------- | ----------------------------- | --------- |
| Acassuso             | Boulogne            | La Quema                      | 800       |
| Argentino de Merlo   | Merlo               | Argentino de Merlo            | 11 000    |
| Argentino de Quilmes | Quilmes             | Argentino de Quilmes          | 7 000     |
| Cañuelas             | Cañuelas            | Jorge Arin                    | 1 500     |
| Colegiales           | Munro               | Libertarios Unidos            | 6 500     |
| Comunicaciones       | Buenos Aires        | Alfredo Ramos                 | 3 500     |
| Deportivo Armenio    | Ingeniero Maschwitz | Armenia                       | 10 500    |
| Deportivo Laferrere  | Laferrere           | Ciudad de Laferrere           | 13 000    |
| Deportivo Merlo      | Parque San Martín   | José Manuel Moreno            | 10 000    |
| Dock Sud             | Dock Sud            | De Los Inmigrantes            | 5 000     |
| Excursionistas       | Buenos Aires        | Excursionistas                | 7 200     |
| Fénix                | Buenos Aires        | No posee                      | -         |
| Ferrocarril Midland  | Libertad            | Ciudad de Libertad            | 6 000     |
| Flandria             | Jáuregui            | Carlos V                      | 5 000     |
| Liniers              | San Justo           | Juan Antonio Arias            | 3 500     |
| Los Andes            | Lomas de Zamora     | Eduardo Gallardón             | 35 000    |
| Sacachispas          | Buenos Aires        | Beto Larrosa                  | 4 000     |
| San Martín           | Burzaco             | Francisco Boga                | 6 500     |
| Sportivo Italiano    | Ciudad Evita        | República de Italia           | 7 000     |
| UAI Urquiza          | Villa Lynch         | Monumental de Villa Lynch     | 1 000     |
| Villa Dálmine        | Campana             | El Coliseo de Mitre y Puccini | 11 250    |
| Villa San Carlos     | Berisso             | Genacio Sálice                | 4 000     |

| 1. 2. |

### Distribución geográfica de los equipos
| Jurisdicción                             | Cant. | Equipos |
| ---------------------------------------- | ----- | --- |
| Conurbano bonaerense                     | 14    | Acassuso, Argentino de Merlo, Argentino de Quilmes, Colegiales, Deportivo Armenio, Deportivo Laferrere, Deportivo Merlo, Dock Sud, Ferrocarril Midland, Liniers, Los Andes, San Martín (B), Sportivo Italiano y UAI Urquiza |
| Ciudad de Buenos Aires                   | 4     | Comunicaciones, Excursionistas, Fénix y Sacachispas |
| Interior de la provincia de Buenos Aires | 3     | Cañuelas, Flandria y Villa Dálmine |
| Gran La Plata                            | 1     | Villa San Carlos |

## Formato

### Ascensos
Los veintidós participantes se enfrentaron en dos ruedas por el sistema de todos contra todos. Ambos constituyeron dos torneos separados, llamados Apertura y Clausura, que clasificaron a los respectivos ganadores a una final que consagró al campeón, que obtuvo el ascenso a la Primera Nacional. 
Asimismo, se jugó un torneo reducido, disputado por los seis equipos mejor posicionados en la tabla general (excluyendo al campeón) y el perdedor de la final. El ganador de ese minitorneo jugó un partido único contra el ganador de la Reválida del Torneo Federal A 2024 para definir otro ascenso.

### Descensos
El equipo que ocupó el último puesto de la tabla general acumulada de los dos torneos descendió a la Primera C.

### Clasificación a la Copa Argentina 2025
El campeón del torneo y los equipos que ocuparon los cinco primeros puestos de la Tabla general de posiciones clasificaron a la Fase final de la Copa Argentina 2025.

## Torneo Apertura

### Tabla de posiciones final
| Pos. | Equipo               | Pts. | PJ | PG | PE | PP | GF | GC | Dif. |
| ---- | -------------------- | ---- | -- | -- | -- | -- | -- | -- | ---- |
| 1.º  | Los Andes            | 46   | 21 | 14 | 4  | 3  | 29 | 16 | 13   |
| 2.º  | Colegiales           | 44   | 21 | 13 | 5  | 3  | 33 | 13 | 20   |
| 3.º  | Argentino de Quilmes | 41   | 21 | 11 | 8  | 2  | 28 | 12 | 16   |
| 4.º  | Deportivo Armenio    | 39   | 21 | 11 | 6  | 4  | 31 | 17 | 14   |
| 5.º  | Dock Sud             | 35   | 21 | 10 | 5  | 6  | 27 | 22 | 5    |
| 6.º  | Ferrocarril Midland  | 34   | 21 | 9  | 7  | 5  | 29 | 19 | 10   |
| 7.º  | Excursionistas       | 33   | 21 | 9  | 6  | 6  | 30 | 21 | 9    |
| 8.º  | Flandria             | 33   | 21 | 9  | 6  | 6  | 21 | 17 | 4    |
| 9.º  | Fénix                | 30   | 21 | 6  | 12 | 3  | 24 | 19 | 5    |
| 10.º | Acassuso             | 26   | 21 | 7  | 5  | 9  | 16 | 25 | −9   |
| 11.º | Comunicaciones       | 25   | 21 | 6  | 7  | 8  | 25 | 20 | 5    |
| 12.º | Argentino de Merlo   | 25   | 21 | 6  | 7  | 8  | 18 | 20 | −2   |
| 13.º | Deportivo Merlo      | 25   | 21 | 6  | 7  | 8  | 15 | 18 | −3   |
| 14.º | San Martín (B)       | 25   | 21 | 6  | 7  | 8  | 15 | 20 | −5   |
| 15.º | Deportivo Laferrere  | 24   | 21 | 5  | 9  | 7  | 23 | 28 | −5   |
| 16.º | Cañuelas             | 22   | 21 | 6  | 4  | 11 | 18 | 30 | −12  |
| 17.º | Sacachispas          | 21   | 21 | 6  | 3  | 12 | 14 | 35 | −21  |
| 18.º | Villa Dálmine        | 20   | 21 | 3  | 11 | 7  | 12 | 19 | −7   |
| 19.º | Liniers              | 19   | 21 | 5  | 4  | 12 | 12 | 18 | −6   |
| 20.º | Villa San Carlos     | 18   | 21 | 4  | 6  | 11 | 21 | 27 | −6   |
| 21.º | UAI Urquiza          | 18   | 21 | 3  | 9  | 9  | 19 | 31 | −12  |
| 22.º | Sportivo Italiano    | 16   | 21 | 2  | 10 | 9  | 16 | 29 | −13  |

|  | Ganador. Clasificó a la final por el ascenso. |

#### Evolución de las posiciones
| Equipo / Fecha       | 1    | 2    | 3    | 4    | 5    | 6    | 7    | 8    | 9    | 10   | 11   | 12   | 13   | 14   | 15   | 16   | 17   | 18   | 19   | 20   | 21   |
| -------------------- | ---- | ---- | ---- | ---- | ---- | ---- | ---- | ---- | ---- | ---- | ---- | ---- | ---- | ---- | ---- | ---- | ---- | ---- | ---- | ---- | ---- |
| Acasusso             | 12.º | 3.º  | 6.º  | 8.º  | 12.º | 17.º | 11.º | 15.º | 11.º | 8.º  | 9.º  | 12.º | 9.°  | 9.º  | 6.º  | 9.º  | 10.º | 11.º | 13.º | 14.º | 10.º |
| Argentino de Merlo   | 12.º | 17.º | 17.º | 10.º | 14.º | 16.º | 17.º | 20.º | 17.º | 18.º | 17.º | 20.º | 20.º | 18.º | 17.º | 17.º | 17.º | 13.º | 14.º | 15.º | 12.º |
| Argentino de Quilmes | 3.º  | 3.º  | 6.º  | 3.º  | 1.º  | 2.º  | 1.º  | 2.º  | 2.º  | 2.º  | 1.º  | 2.º  | 1.º  | 1.º  | 3.º  | 5.º  | 3.º  | 3.º  | 3.º  | 3.º  | 3.º  |
| Cañuelas             | -    | 16.º | 16.º | 18.º | 16.º | 10.º | 8.º  | 8.º  | 4.º  | 4.º  | 3.º  | 4.º  | 5.º  | 7.º  | 10.º | 12.º | 13.º | 15.º | 16.º | 16.º | 16.º |
| Colegiales           | 1.º  | 3.º  | 10.º | 11.º | 6.º  | 7.º  | 10.º | 7.º  | 3.º  | 1.º  | 4.º  | 1.º  | 3.º  | 4.º  | 5.º  | 3.º  | 2.º  | 2.º  | 2.º  | 2.º  | 2.º  |
| Comunicaciones       | 1.º  | 1.º  | 1.º  | 1.º  | 2.º  | 5.º  | 7.º  | 6.º  | 9.º  | 9.º  | 10.º | 14.º | 15.° | 12.º | 9.º  | 11.º | 11.º | 12.º | 9.º  | 10.º | 11.º |
| Deportivo Armenio    | 20.º | 9.º  | 13.º | 6.º  | 9.º  | 13.º | 16.º | 11.º | 13.º | 11.º | 12.º | 7.º  | 6.º  | 5.º  | 4.º  | 4.º  | 5.º  | 5.º  | 5.º  | 4.º  | 4.º  |
| Deportivo Laferrere  | 8.º  | 12.º | 5.º  | 13.º | 18.º | 18.º | 19.º | 19.º | 19.º | 16.º | 21.º | 17.º | 13.° | 15.º | 15.º | 16.º | 16.º | 16.º | 12.º | 13.º | 15.º |
| Deportivo Merlo      | 20.º | 22.º | 22.º | 21.º | 17.º | 20.º | 18.º | 14.º | 10.º | 13.º | 14.º | 9.º  | 12.° | 14.º | 11.º | 7.º  | 9.º  | 9.º  | 11.º | 11.º | 13.º |
| Dock Sud             | 6.º  | 2.º  | 2.º  | 2.º  | 4.º  | 1.º  | 4.º  | 4.º  | 7.º  | 5.º  | 6.º  | 5.º  | 7.º  | 6.º  | 8.º  | 10.º | 8.º  | 6.º  | 6.º  | 5.º  | 5.º  |
| Excursionistas       | 18.º | 10.º | 11.º | 4.º  | 3.º  | 6.º  | 3.º  | 4.º  | 6.º  | 7.º  | 5.º  | 6.º  | 4.º  | 2.º  | 1.º  | 1.º  | 4.º  | 4.º  | 4.º  | 6.º  | 7.º  |
| Fénix                | 8.º  | 14.º | 17.º | 17.º | 11.º | 12.º | 15.º | 16.º | 12.º | 10.º | 11.º | 8.º  | 11.° | 13.º | 14.º | 14.º | 15.º | 10.º | 10.º | 9.º  | 9.º  |
| Ferrocarril Midland  | -    | 20.º | 14.º | 16.º | 20.º | 14.º | 14.º | 18.º | 20.º | 15.º | 8.º  | 13.º | 10.° | 10.º | 7.º  | 6.º  | 6.º  | 7.º  | 7.º  | 8.º  | 6.º  |
| Flandria             | 6.º  | 12.º | 15.º | 7.º  | 5.º  | 3.º  | 5.º  | 9.º  | 8.º  | 12.º | 16.º | 10.º | 8.º  | 8.º  | 12.º | 8.º  | 7.º  | 8.º  | 8.º  | 7.º  | 8.º  |
| Liniers              | 12.º | 18.º | 19.º | 18.º | 15.º | 19.º | 20.º | 17.º | 18.º | 21.º | 20.º | 18.º | 19.º | 20.º | 16.º | 19.º | 20.º | 21.º | 22.º | 21.º | 19.º |
| Los Andes            | 8.º  | 3.º  | 3.º  | 5.º  | 7.º  | 4.º  | 2.º  | 1.º  | 1.º  | 3.º  | 2.º  | 3.º  | 2.º  | 3.º  | 2.º  | 2.º  | 1.º  | 1.º  | 1.º  | 1.º  | 1.º  |
| Sacachispas          | 3.º  | 11.º | 4.º  | 9.º  | 10.º | 15.º | 9.º  | 10.º | 15.º | 17.º | 13.º | 16.º | 18.° | 17.º | 19.º | 15.º | 14.º | 17.º | 17.º | 17.º | 17.º |
| San Martín (B)       | 12.º | 14.º | 6.º  | 12.º | 8.º  | 8.º  | 6.º  | 3.º  | 5.º  | 6.º  | 7.º  | 11.º | 14.° | 11.º | 13.º | 13.º | 12.º | 14.º | 15.º | 12.º | 14.º |
| Sportivo Italiano    | 3.º  | 3.º  | 6.º  | 14.º | 13.º | 9.º  | 12.º | 12.º | 14.º | 14.º | 15.º | 15.º | 17.° | 19.º | 20.º | 20.º | 21.º | 20.º | 21.º | 22.º | 22.º |
| UAI Urquiza          | 20.º | 21.º | 21.º | 22.º | 22.º | 22.º | 22.º | 21.º | 21.º | 20.º | 18.º | 19.º | 16.° | 16.º | 18.º | 18.º | 18.º | 18.º | 19.º | 18.º | 21.º |
| Villa Dálmine        | 8.º  | 19.º | 20.º | 20.º | 21.º | 21.º | 21.º | 22.º | 22.º | 22.º | 22.º | 22.º | 22.º | 21.º | 21.º | 22.º | 22.º | 22.º | 20.º | 19.º | 18.º |
| Villa San Carlos     | 18.º | 8.º  | 12.º | 15.º | 19.º | 11.º | 13.º | 13.º | 16.º | 19.º | 19.º | 21.º | 21.º | 22.º | 22.º | 21.º | 19.º | 19.º | 18.º | 20.º | 20.º |

| 1. 2. 3. 4. 5. |

### Resultados
| Fecha 1             | Fecha 1   | Fecha 1              | Fecha 1                       | Fecha 1      | Fecha 1 | Fecha 1 |
| Local               | Resultado | Visitante            | Estadio                       | Fecha        | Hora    |         |
| ------------------- | --------- | -------------------- | ----------------------------- | ------------ | ------- | ------- |
| Excursionistas      | 1 - 2     | Comunicaciones       | Excursionistas                | 2 de febrero | 20:00   |         |
| San Martín (B)      | 0 - 0     | Argentino de Merlo   | Francisco Boga                | 2 de febrero | 20:30   |         |
| Cañuelas            | 1 - 3     | Ferrocarril Midland  | Jorge Alfredo Arín            | 3 de febrero | 17:00   |         |
| Deportivo Laferrere | 1 - 1     | Fénix                | Ciudad de Laferrere           | 3 de febrero | 17:00   |         |
| Colegiales          | 2 - 1     | Villa San Carlos     | Libertarios Unidos            | 3 de febrero | 17:00   |         |
| Sacachispas         | 1 - 0     | Deportivo Armenio    | Beto Larrosa                  | 3 de febrero | 17:00   |         |
| Acasusso            | 0 - 0     | Liniers              | Armenia                       | 3 de febrero | 17:00   |         |
| Villa Dálmine       | 1 - 1     | Los Andes            | El Coliseo de Mitre y Puccini | 3 de febrero | 21:10   |         |
| UAI Urquiza         | 0 - 1     | Sportivo Italiano    | Monumental de Villa Lynch     | 4 de febrero | 17:00   |         |
| Deportivo Merlo     | 0 - 1     | Argentino de Quilmes | José Manuel Moreno            | 4 de febrero | 17:00   |         |
| Dock Sud            | 2 - 2     | Flandria             | De los Inmigrantes            | 5 de febrero | 17:00   |         |

| Fecha 2              | Fecha 2   | Fecha 2             | Fecha 2              | Fecha 2       | Fecha 2 |
| Local                | Resultado | Visitante           | Estadio              | Fecha         | Hora    |
| -------------------- | --------- | ------------------- | -------------------- | ------------- | ------- |
| Ferrocarril Midland  | 0 - 1     | Los Andes           | Libertarios Unidos   | 9 de febrero  | 17:00   |
| Argentino de Merlo   | 1 - 2     | Acasusso            | Argentino de Merlo   | 9 de febrero  | 20:30   |
| Flandria             | 0 - 0     | Colegiales          | Carlos V             | 10 de febrero | 17:00   |
| Villa San Carlos     | 3 - 1     | UAI Urquiza         | Genacio Sálice       | 10 de febrero | 17:00   |
| Deportivo Armenio    | 2 - 0     | Deportivo Merlo     | Armenia              | 10 de febrero | 17:00   |
| Dock Sud             | 2 - 0     | Villa Dálmine       | De los Inmigrantes   | 11 de febrero | 17:00   |
| Sportivo Italiano    | 1 - 1     | San Martín (B)      | República de Italia  | 11 de febrero | 17:00   |
| Argentino de Quilmes | 1 - 1     | Deportivo Laferrere | Argentino de Quilmes | 12 de febrero | 17:00   |
| Fénix                | 0 - 0     | Cañuelas            | Tres de Febrero      | 12 de febrero | 17:00   |
| Comunicaciones       | 4 - 0     | Sacachispas         | Alfredo Ramos        | 12 de febrero | 21:05   |
| Liniers              | 0 - 1     | Excursionistas      | Juan Antonio Arias   | 13 de febrero | 17:00   |

| Fecha 3             | Fecha 3   | Fecha 3              | Fecha 3                       | Fecha 3       | Fecha 3 |
| Local               | Resultado | Visitante            | Estadio                       | Fecha         | Hora    |
| ------------------- | --------- | -------------------- | ----------------------------- | ------------- | ------- |
| Los Andes           | 1 - 0     | Fénix                | Eduardo Gallardón             | 16 de febrero | 17:00   |
| Cañuelas            | 0 - 0     | Argentino de Quilmes | Jorge Arin                    | 16 de febrero | 17:00   |
| Sacachispas         | 1 - 0     | Liniers              | Beto Larrosa                  | 16 de febrero | 17:00   |
| Acasusso            | 0 - 0     | Sportivo Italiano    | Armenia                       | 16 de febrero | 17:00   |
| UAI Urquiza         | 0 - 0     | Flandria             | Monumental de Villa Lynch     | 16 de febrero | 17:00   |
| San Martín (B)      | 1 - 0     | Villa San Carlos     | Francisco Boga                | 16 de febrero | 21:00   |
| Villa Dálmine       | 1 - 2     | Ferrocarril Midland  | El Coliseo de Mitre y Puccini | 17 de febrero | 17:00   |
| Deportivo Merlo     | 0 - 0     | Comunicaciones       | José Manuel Moreno            | 17 de febrero | 17:00   |
| Excursionistas      | 0 - 0     | Argentino de Merlo   | Excursionistas                | 17 de febrero | 17:00   |
| Colegiales          | 1 - 2     | Dock Sud             | Libertarios Unidos            | 17 de febrero | 17:00   |
| Deportivo Laferrere | 2 - 1     | Deportivo Armenio    | Ciudad de Laferrere           | 17 de febrero | 20:05   |

| Fecha 4              | Fecha 4   | Fecha 4             | Fecha 4              | Fecha 4       | Fecha 4 |
| Local                | Resultado | Visitante           | Estadio              | Fecha         | Hora    |
| -------------------- | --------- | ------------------- | -------------------- | ------------- | ------- |
| Flandria             | 1 - 0     | San Martín (B)      | Carlos V             | 20 de febrero | 17:00   |
| Villa San Carlos     | 0 - 0     | Acasusso            | Genacio Sálice       | 20 de febrero | 17:00   |
| Sportivo Italiano    | 0 - 3     | Excursionistas      | República de Italia  | 20 de febrero | 17:00   |
| Deportivo Armenio    | 2 - 0     | Cañuelas            | Armenia              | 20 de febrero | 17:00   |
| Fénix                | 1 - 1     | Ferrocarril Midland | Tres de Febrero      | 20 de febrero | 17:00   |
| Dock Sud             | 1 - 0     | UAI Urquiza         | De los Inmigrantes   | 20 de febrero | 17:05   |
| Argentino de Quilmes | 2 - 1     | Los Andes           | Argentino de Quilmes | 20 de febrero | 17:05   |
| Colegiales           | 0 - 0     | Villa Dálmine       | Libertarios Unidos   | 20 de febrero | 20:00   |
| Argentino de Merlo   | 3 - 0     | Sacachispas         | Argentino de Merlo   | 20 de febrero | 20:30   |
| Comunicaciones       | 4 - 1     | Deportivo Laferrere | Alfredo Ramos        | 20 de febrero | 21:10   |
| Liniers              | 0 - 0     | Deportivo Merlo     | Juan Antonio Arias   | 21 de febrero | 17:00   |

| Fecha 5             | Fecha 5   | Fecha 5              | Fecha 5                       | Fecha 5       | Fecha 5 |
| Local               | Resultado | Visitante            | Estadio                       | Fecha         | Hora    |
| ------------------- | --------- | -------------------- | ----------------------------- | ------------- | ------- |
| Ferrocarril Midland | 0 - 3     | Argentino de Quilmes | Ciudad de Libertad            | 24 de febrero | 17:00   |
| Acasusso            | 0 - 2     | Flandria             | Armenia                       | 24 de febrero | 17:00   |
| Cañuelas            | 2 - 1     | Comunicaciones       | Jorge Arin                    | 24 de febrero | 17:00   |
| Excursionistas      | 1 - 0     | Villa San Carlos     | Excursionistas                | 24 de febrero | 17:00   |
| UAI Urquiza         | 0 - 3     | Colegiales           | Monumental de Villa Lynch     | 25 de febrero | 17:00   |
| Deportivo Merlo     | 2 - 1     | Argentino de Merlo   | José Manuel Moreno            | 25 de febrero | 17:00   |
| Deportivo Laferrere | 0 - 2     | Liniers              | Ciudad de Laferrere           | 26 de febrero | 17:00   |
| Villa Dálmine       | 0 - 3     | Fénix                | El Coliseo de Mitre y Puccini | 26 de febrero | 17:00   |
| San Martín (B)      | 1 - 0     | Dock Sud             | Francisco Boga                | 26 de febrero | 21:05   |
| Los Andes           | 2 - 2     | Deportivo Armenio    | Eduardo Gallardón             | 26 de febrero | 21:10   |
| Sacachispas         | 2 - 2     | Sportivo Italiano    | Beto Larrosa                  | 27 de febrero | 17:00   |

| Fecha 6              | Fecha 6   | Fecha 6             | Fecha 6                   | Fecha 6    | Fecha 6 |
| Local                | Resultado | Visitante           | Estadio                   | Fecha      | Hora    |
| -------------------- | --------- | ------------------- | ------------------------- | ---------- | ------- |
| Colegiales           | 1 - 1     | San Martín (B)      | Libertarios Unidos        | 2 de marzo | 17:00   |
| Flandria             | 1 - 0     | Excursionistas      | Carlos V                  | 2 de marzo | 17:00   |
| Villa San Carlos     | 3 - 0     | Sacachispas         | Genacio Sálice            | 2 de marzo | 17:00   |
| Sportivo Italiano    | 1 - 0     | Deportivo Merlo     | República de Italia       | 2 de marzo | 17:00   |
| Argentino de Merlo   | 2 - 2     | Deportivo Laferrere | Argentino de Merlo        | 2 de marzo | 17:00   |
| Liniers              | 1 - 2     | Cañuelas            | Juan Antonio Arias        | 2 de marzo | 17:00   |
| Deportivo Armenio    | 0 - 1     | Ferrocarril Midland | Armenia                   | 2 de marzo | 17:00   |
| Argentino de Quilmes | 1 - 1     | Fénix               | Argentino de Quilmes      | 2 de marzo | 17:00   |
| Comunicaciones       | 0 - 1     | Los Andes           | Alfredo Ramos             | 2 de marzo | 17:05   |
| UAI Urquiza          | 0 - 0     | Villa Dálmine       | Monumental de Villa Lynch | 3 de marzo | 17:00   |
| Dock Sud             | 1 - 0     | Acasusso            | De los Inmigrantes        | 4 de marzo | 17:00   |

| Fecha 7             | Fecha 7   | Fecha 7              | Fecha 7                       | Fecha 7     | Fecha 7 |
| Local               | Resultado | Visitante            | Estadio                       | Fecha       | Hora    |
| ------------------- | --------- | -------------------- | ----------------------------- | ----------- | ------- |
| Excursionistas      | 2 - 1     | Dock Sud             | Excursionistas                | 8 de marzo  | 20:00   |
| Villa Dálmine       | 0 - 2     | Argentino de Quilmes | El Coliseo de Mitre y Puccini | 9 de marzo  | 17:00   |
| Ferrocarril Midland | 0 - 0     | Comunicaciones       | Ciudad de Libertad            | 9 de marzo  | 17:00   |
| Cañuelas            | 1 - 0     | Argentino de Merlo   | Jorge Arin                    | 9 de marzo  | 17:00   |
| Sacachispas         | 1 - 0     | Flandria             | Beto Larrosa                  | 9 de marzo  | 17:00   |
| Acasusso            | 2 - 0     | Colegiales           | Armenia                       | 9 de marzo  | 17:00   |
| Los Andes           | 1 - 0     | Liniers              | Eduardo Gallardón             | 10 de marzo | 17:00   |
| Deportivo Merlo     | 1 - 1     | Villa San Carlos     | José Manuel Moreno            | 10 de marzo | 17:00   |
| San Martín (B)      | 1 - 0     | UAI Urquiza          | Francisco Boga                | 10 de marzo | 17:00   |
| Deportivo Laferrere | 1 - 0     | Sportivo Italiano    | Ciudad de Laferrere           | 12 de marzo | 17:00   |
| Fénix               | 1 - 1     | Deportivo Armenio    | Norman Lee                    | 12 de marzo | 21:10   |

| Fecha 8            | Fecha 8   | Fecha 8              | Fecha 8                   | Fecha 8     | Fecha 8 |
| Local              | Resultado | Visitante            | Estadio                   | Fecha       | Hora    |
| ------------------ | --------- | -------------------- | ------------------------- | ----------- | ------- |
| San Martín (B)     | 1 - 0     | Villa Dálmine        | Francisco Boga            | 15 de marzo | 15:30   |
| UAI Urquiza        | 4 - 1     | Acasusso             | Monumental de Villa Lynch | 16 de marzo | 15:30   |
| Villa San Carlos   | 2 - 2     | Deportivo Laferrere  | Genacio Sálice            | 16 de marzo | 15:30   |
| Argentino de Merlo | 0 - 1     | Los Andes            | Argentino de Merlo        | 16 de marzo | 15:30   |
| Deportivo Armenio  | 3 - 1     | Argentino de Quilmes | Armenia                   | 16 de marzo | 15:30   |
| Colegiales         | 2 - 1     | Excursionistas       | Libertarios Unidos        | 16 de marzo | 15:30   |
| Dock Sud           | 0 - 0     | Sacachispas          | De los Inmigrantes        | 17 de marzo | 15:30   |
| Flandria           | 0 - 2     | Deportivo Merlo      | Carlos V                  | 17 de marzo | 15:30   |
| Sportivo Italiano  | 2 - 2     | Cañuelas             | República de Italia       | 17 de marzo | 15:30   |
| Liniers            | 2 - 0     | Ferrocarril Midland  | Juan Antonio Arias        | 17 de marzo | 15:30   |
| Comunicaciones     | 1 - 1     | Fénix                | Alfredo Ramos             | 19 de marzo | 20:10   |

| Fecha 9              | Fecha 9   | Fecha 9            | Fecha 9                       | Fecha 9     | Fecha 9 |
| Local                | Resultado | Visitante          | Estadio                       | Fecha       | Hora    |
| -------------------- | --------- | ------------------ | ----------------------------- | ----------- | ------- |
| Los Andes            | 0 - 0     | Sportivo Italiano  | Eduardo Gallardón             | 23 de marzo | 13:30   |
| Deportivo Merlo      | 3 - 0     | Dock Sud           | José Manuel Moreno            | 23 de marzo | 15:00   |
| Cañuelas             | 2 - 1     | Villa San Carlos   | Jorge Arin                    | 23 de marzo | 15:30   |
| Excursionistas       | 1 - 1     | UAI Urquiza        | Excursionistas                | 23 de marzo | 15:30   |
| Sacachispas          | 1 - 4     | Colegiales         | Beto Larrosa                  | 23 de marzo | 15:30   |
| Villa Dálmine        | 1 - 1     | Deportivo Armenio  | El Coliseo de Mitre y Puccini | 25 de marzo | 15:30   |
| Fénix                | 2 - 1     | Liniers            | Juan Carlos Brieva            | 25 de marzo | 15:30   |
| Acasusso             | 1 - 0     | San Martín (B)     | Armenia                       | 25 de marzo | 15:30   |
| Ferrocarril Midland  | 0 - 1     | Argentino de Merlo | Ciudad de Libertad            | 26 de marzo | 15:30   |
| Deportivo Laferrere  | 1 - 1     | Flandria           | Ciudad de Laferrere           | 27 de marzo | 15:30   |
| Argentino de Quilmes | 1 - 1     | Comunicaciones     | Argentino de Quilmes          | 22 de mayo  | 15:30   |

| Fecha 10           | Fecha 10  | Fecha 10             | Fecha 10                  | Fecha 10    | Fecha 10 |
| Local              | Resultado | Visitante            | Estadio                   | Fecha       | Hora     |
| ------------------ | --------- | -------------------- | ------------------------- | ----------- | -------- |
| Acasusso           | 1 - 0     | Villa Dálmine        | Armenia                   | 30 de marzo | 15:30    |
| UAI Urquiza        | 1 - 0     | Sacachispas          | Monumental de Villa Lynch | 30 de marzo | 15:30    |
| Colegiales         | 2 - 0     | Deportivo Merlo      | Libertarios Unidos        | 30 de marzo | 15:30    |
| Sportivo Italiano  | 2 - 2     | Ferrocarril Midland  | República de Italia       | 30 de marzo | 15:30    |
| Argentino de Merlo | 0 - 0     | Fénix                | Argentino de Merlo        | 30 de marzo | 15:30    |
| Comunicaciones     | 0 - 0     | Deportivo Armenio    | Alfredo Ramos             | 30 de marzo | 15:30    |
| Villa San Carlos   | 3 - 1     | Los Andes            | Genacio Sálice            | 30 de marzo | 15:30    |
| San Martín (B)     | 1 - 1     | Excursionistas       | Francisco Boga            | 30 de marzo | 16:40    |
| Dock Sud           | 1 - 0     | Deportivo Laferrere  | De los Inmigrantes        | 1 de abril  | 15:30    |
| Flandria           | 1 - 2     | Cañuelas             | Carlos V                  | 1 de abril  | 15:30    |
| Liniers            | 0 - 1     | Argentino de Quilmes | Juan Antonio Arias        | 2 de abril  | 15:30    |

| Fecha 11             | Fecha 11  | Fecha 11           | Fecha 11                      | Fecha 11   | Fecha 11 |
| Local                | Resultado | Visitante          | Estadio                       | Fecha      | Hora     |
| -------------------- | --------- | ------------------ | ----------------------------- | ---------- | -------- |
| Sacachispas          | 2 - 0     | San Martín (B)     | Beto Larrosa                  | 5 de abril | 15:30    |
| Los Andes            | 3 - 1     | Flandria           | Eduardo Gallardón             | 6 de abril | 15:30    |
| Deportivo Merlo      | 1 - 1     | UAI Urquiza        | José Manuel Moreno            | 6 de abril | 15:30    |
| Excursionistas       | 2 - 1     | Acasusso           | Excursionistas                | 6 de abril | 15:30    |
| Deportivo Armenio    | 0 - 0     | Liniers            | Armenia                       | 7 de abril | 13:00    |
| Villa Dálmine        | 1 - 1     | Comunicaciones     | El Coliseo de Mitre y Puccini | 7 de abril | 15:30    |
| Deportivo Laferrere  | 2 - 2     | Colegiales         | Ciudad de Laferrere           | 8 de abril | 15:00    |
| Argentino de Quilmes | 1 - 0     | Argentino de Merlo | Argentino de Quilmes          | 8 de abril | 15:30    |
| Cañuelas             | 2 - 1     | Dock Sud           | Jorge Arin                    | 8 de abril | 15:30    |
| Ferrocarril Midland  | 1 - 0     | Villa San Carlos   | Ciudad de Libertad            | 8 de abril | 19:00    |
| Fénix                | 1 - 1     | Sportivo Italiano  | Tres De Febrero               | 9 de abril | 15:30    |

| Fecha 12           | Fecha 12  | Fecha 12             | Fecha 12                  | Fecha 12    | Fecha 12 |
| Local              | Resultado | Visitante            | Estadio                   | Fecha       | Hora     |
| ------------------ | --------- | -------------------- | ------------------------- | ----------- | -------- |
| Acasusso           | 2 - 1     | Sacachispas          | Armenia                   | 13 de abril | 15:30    |
| Excursionistas     | 2 - 2     | Villa Dálmine        | Excursionistas            | 13 de abril | 15:30    |
| Argentino de Merlo | 1 - 4     | Deportivo Armenio    | Argentino de Merlo        | 13 de abril | 15:30    |
| Villa San Carlos   | 0 - 1     | Fénix                | Genacio Sálice            | 13 de abril | 15:30    |
| Flandria           | 2 - 1     | Ferrocarril Midland  | Carlos V                  | 13 de abril | 15:30    |
| Liniers            | 1 - 0     | Comunicaciones       | Juan Antonio Arias        | 13 de abril | 15:30    |
| UAI Urquiza        | 1 - 1     | Deportivo Laferrere  | Monumental de Villa Lynch | 13 de abril | 15:30    |
| Dock Sud           | 3 - 1     | Los Andes            | De los Inmigrantes        | 13 de abril | 15:30    |
| Sportivo Italiano  | 1 - 1     | Argentino de Quilmes | República de Italia       | 14 de abril | 15:30    |
| Colegiales         | 4 - 0     | Cañuelas             | Libertarios Unidos        | 14 de abril | 16:40    |
| San Martín (B)     | 1 - 2     | Deportivo Merlo      | Francisco Boga            | 14 de abril | 20:00    |

| Fecha 13             | Fecha 13  | Fecha 13           | Fecha 13                      | Fecha 13    | Fecha 13 |
| Local                | Resultado | Visitante          | Estadio                       | Fecha       | Hora     |
| -------------------- | --------- | ------------------ | ----------------------------- | ----------- | -------- |
| Comunicaciones       | 1 - 1     | Argentino de Merlo | Alfredo Ramos                 | 20 de abril | 15:30    |
| Deportivo Armenio    | 2 - 1     | Sportivo Italiano  | Armenia                       | 20 de abril | 15:30    |
| Deportivo Merlo      | 0 - 0     | Acasusso           | José Manuel Moreno            | 20 de abril | 15:30    |
| Cañuelas             | 0 - 2     | UAI Urquiza        | Jorge Arin                    | 20 de abril | 15:30    |
| Villa Dálmine        | 1 - 0     | Liniers            | El Coliseo de Mitre y Puccini | 21 de abril | 11:00    |
| Fénix                | 1 - 2     | Flandria           | Ciudad de San Miguel          | 21 de abril | 11:00    |
| Los Andes            | 1 - 0     | Colegiales         | Eduardo Gallardón             | 21 de abril | 13:00    |
| Sacachispas          | 0 - 3     | Excursionistas     | Beto Larrosa                  | 21 de abril | 15:30    |
| Argentino de Quilmes | 3 - 0     | Villa San Carlos   | Argentino de Quilmes          | 21 de abril | 15:30    |
| Ferrocarril Midland  | 1 - 0     | Dock Sud           | Ciudad de Libertad            | 21 de abril | 18:15    |
| Deportivo Laferrere  | 2 - 0     | San Martín (B)     | Ciudad de Laferrere           | 23 de abril | 15:30    |

| Fecha 14           | Fecha 14  | Fecha 14             | Fecha 14                  | Fecha 14    | Fecha 14 |
| Local              | Resultado | Visitante            | Estadio                   | Fecha       | Hora     |
| ------------------ | --------- | -------------------- | ------------------------- | ----------- | -------- |
| Excursionistas     | 3 - 1     | Deportivo Merlo      | Excursionistas            | 26 de abril | 21:10    |
| Argentino de Merlo | 1 - 0     | Liniers              | Argentino de Merlo        | 27 de abril | 15:30    |
| Sportivo Italiano  | 1 - 3     | Comunicaciones       | República de Italia       | 27 de abril | 15:30    |
| San Martín (B)     | 1 - 0     | Cañuelas             | Francisco Boga            | 27 de abril | 15:30    |
| UAI Urquiza        | 1 - 1     | Los Andes            | Monumental de Villa Lynch | 27 de abril | 15:30    |
| Villa San Carlos   | 0 - 1     | Deportivo Armenio    | Genacio Sálice            | 27 de abril | 15:30    |
| Dock Sud           | 2 - 2     | Fénix                | De los Inmigrantes        | 27 de abril | 15:30    |
| Colegiales         | 1 - 1     | Ferrocarril Midland  | Libertarios Unidos        | 27 de abril | 20:05    |
| Acasusso           | 1 - 1     | Deportivo Laferrere  | Armenia                   | 28 de abril | 15:30    |
| Flandria           | 0 - 0     | Argentino de Quilmes | Carlos V                  | 28 de abril | 15:30    |
| Sacachispas        | 1 - 1     | Villa Dálmine        | Beto Larrosa              | 29 de abril | 15:30    |

| Fecha 15             | Fecha 15  | Fecha 15           | Fecha 15                      | Fecha 15  | Fecha 15 |
| Local                | Resultado | Visitante          | Estadio                       | Fecha     | Hora     |
| -------------------- | --------- | ------------------ | ----------------------------- | --------- | -------- |
| Los Andes            | 2 - 1     | San Martín (B)     | Eduardo Gallardón             | 3 de mayo | 20:05    |
| Comunicaciones       | 1 - 0     | Villa San Carlos   | Alfredo Ramos                 | 4 de mayo | 15:30    |
| Argentino de Quilmes | 1 - 1     | Dock Sud           | Argentino de Quilmes          | 4 de mayo | 15:30    |
| Cañuelas             | 0 - 1     | Acasusso           | Jorge Arin                    | 4 de mayo | 15:30    |
| Ferrocarril Midland  | 5 - 1     | UAI Urquiza        | Ciudad de Libertad            | 4 de mayo | 17:00    |
| Deportivo Armenio    | 2 - 0     | Flandria           | Armenia                       | 5 de mayo | 12:30    |
| Villa Dálmine        | 0 - 0     | Argentino de Merlo | El Coliseo de Mitre y Puccini | 5 de mayo | 15:30    |
| Liniers              | 2 - 0     | Sportivo Italiano  | Juan Antonio Arias            | 5 de mayo | 15:30    |
| Deportivo Laferrere  | 2 - 3     | Excursionistas     | Ciudad de Laferrere           | 5 de mayo | 15:30    |
| Deportivo Merlo      | 1 - 0     | Sacachispas        | José Manuel Moreno            | 5 de mayo | 15:30    |
| Fénix                | 0 - 3     | Colegiales         | Ciudad de San Miguel          | 6 de mayo | 21:10    |

| Fecha 16          | Fecha 16  | Fecha 16             | Fecha 16                  | Fecha 16   | Fecha 16 |
| Local             | Resultado | Visitante            | Estadio                   | Fecha      | Hora     |
| ----------------- | --------- | -------------------- | ------------------------- | ---------- | -------- |
| Excursionistas    | 2 - 0     | Cañuelas             | Excursionistas            | 10 de mayo | 20:05    |
| Dock Sud          | 1 - 2     | Deportivo Armenio    | De los Inmigrantes        | 11 de mayo | 11:00    |
| UAI Urquiza       | 1 - 1     | Fénix                | Monumental de Villa Lynch | 11 de mayo | 15:30    |
| Colegiales        | 1 - 0     | Argentino de Quilmes | Libertarios Unidos        | 11 de mayo | 15:30    |
| Villa San Carlos  | 2 - 0     | Liniers              | Genacio Sálice            | 11 de mayo | 15:30    |
| Sportivo Italiano | 1 - 1     | Argentino de Merlo   | República de Italia       | 11 de mayo | 15:30    |
| Deportivo Merlo   | 1 - 0     | Villa Dálmine        | José Manuel Moreno        | 12 de mayo | 15:30    |
| Acasusso          | 0 - 2     | Los Andes            | Armenia                   | 12 de mayo | 15:30    |
| San Martín (B)    | 1 - 1     | Ferrocarril Midland  | Francisco Boga            | 12 de mayo | 15:30    |
| Flandria          | 2 - 0     | Comunicaciones       | Carlos V                  | 12 de mayo | 15:30    |
| Sacachispas       | 2 - 1     | Deportivo Laferrere  | Beto Larrosa              | 13 de mayo | 15:30    |

| Fecha 17             | Fecha 17  | Fecha 17          | Fecha 17                      | Fecha 17   | Fecha 17 |
| Local                | Resultado | Visitante         | Estadio                       | Fecha      | Hora     |
| -------------------- | --------- | ----------------- | ----------------------------- | ---------- | -------- |
| Argentino de Quilmes | 3 - 1     | UAI Urquiza       | Argentino de Quilmes          | 17 de mayo | 15:30    |
| Villa Dálmine        | 2 - 0     | Sportivo Italiano | El Coliseo de Mitre y Puccini | 18 de mayo | 15:30    |
| Argentino de Merlo   | 2 - 1     | Villa San Carlos  | Argentino de Merlo            | 18 de mayo | 15:30    |
| Liniers              | 0 - 1     | Flandria          | Juan Antonio Arias            | 18 de mayo | 15:30    |
| Deportivo Armenio    | 0 - 1     | Colegiales        | Armenia                       | 18 de mayo | 15:30    |
| Los Andes            | 1 - 0     | Excursionistas    | Eduardo Gallardón             | 18 de mayo | 15:30    |
| Cañuelas             | 1 - 2     | Sacachispas       | Jorge Arin                    | 18 de mayo | 15:30    |
| Comunicaciones       | 1 - 2     | Dock Sud          | Alfredo Ramos                 | 18 de mayo | 16:45    |
| Deportivo Laferrere  | 1 - 0     | Deportivo Merlo   | Ciudad de Laferrere           | 19 de mayo | 12:00    |
| Fénix                | 1 - 1     | San Martín (B)    | Tres de Febrero               | 19 de mayo | 15:30    |
| Ferrocarril Midland  | 3 - 0     | Acasusso          | Ciudad de Libertad            | 19 de mayo | 17:00    |

| Fecha 18            | Fecha 18  | Fecha 18             | Fecha 18                  | Fecha 18   | Fecha 18 |
| Local               | Resultado | Visitante            | Estadio                   | Fecha      | Hora     |
| ------------------- | --------- | -------------------- | ------------------------- | ---------- | -------- |
| Excursionistas      | 1 - 1     | Ferrocarril Midland  | Excursionistas            | 24 de mayo | 21:10    |
| Deportivo Laferrere | 0 - 0     | Villa Dálmine        | Ciudad de Laferrere       | 25 de mayo | 15:30    |
| Flandria            | 0 - 1     | Argentino de Merlo   | Carlos V                  | 25 de mayo | 15:30    |
| UAI Urquiza         | 1 - 1     | Deportivo Armenio    | Monumental de Villa Lynch | 25 de mayo | 15:30    |
| Acasusso            | 2 - 4     | Fénix                | Armenia                   | 25 de mayo | 15:30    |
| Deportivo Merlo     | 1 - 1     | Cañuelas             | José Manuel Moreno        | 25 de mayo | 15:30    |
| Villa San Carlos    | 2 - 2     | Sportivo Italiano    | Genacio Sálice            | 25 de mayo | 15:30    |
| Dock Sud            | 2 - 1     | Liniers              | De los Inmigrantes        | 26 de mayo | 12:00    |
| Colegiales          | 2 - 1     | Comunicaciones       | Libertarios Unidos        | 26 de mayo | 15:30    |
| Sacachispas         | 0 - 3     | Los Andes            | Beto Larrosa              | 27 de mayo | 15:30    |
| San Martín (B)      | 0 - 0     | Argentino de Quilmes | Francisco Boga            | 27 de mayo | 20:00    |

| Fecha 19             | Fecha 19  | Fecha 19            | Fecha 19                      | Fecha 19   | Fecha 19 |
| Local                | Resultado | Visitante           | Estadio                       | Fecha      | Hora     |
| -------------------- | --------- | ------------------- | ----------------------------- | ---------- | -------- |
| Villa Dálmine        | 0 - 0     | Villa San Carlos    | El Coliseo de Mitre y Puccini | 1 de junio | 15:30    |
| Argentino de Merlo   | 0 - 1     | Dock Sud            | Argentino de Merlo            | 1 de junio | 15:30    |
| Deportivo Armenio    | 3 - 1     | San Martín (B)      | Armenia                       | 1 de junio | 15:30    |
| Argentino de Quilmes | 1 - 0     | Acasusso            | Argentino de Quilmes          | 1 de junio | 15:30    |
| Fénix                | 0 - 0     | Excursionistas      | Tres de Febrero               | 1 de junio | 15:30    |
| Cañuelas             | 0 - 1     | Deportivo Laferrere | Jorge Arin                    | 1 de junio | 15:30    |
| Sportivo Italiano    | 0 - 1     | Flandria            | República de Italia           | 2 de junio | 15:30    |
| Comunicaciones       | 3 - 0     | UAI Urquiza         | Alfredo Ramos                 | 2 de junio | 15:30    |
| Los Andes            | 1 - 0     | Deportivo Merlo     | Eduardo Gallardón             | 2 de junio | 15:30    |
| Ferrocarril Midland  | 3 - 0     | Sacachispas         | Ciudad de Libertad            | 2 de junio | 17:00    |
| Liniers              | 0 - 2     | Colegiales          | Juan Antonio Arias            | 3 de junio | 15:30    |

| Fecha 20            | Fecha 20  | Fecha 20             | Fecha 20                  | Fecha 20   | Fecha 20 |
| Local               | Resultado | Visitante            | Estadio                   | Fecha      | Hora     |
| ------------------- | --------- | -------------------- | ------------------------- | ---------- | -------- |
| Cañuelas            | 0 - 1     | Villa Dálmine        | Jorge Arin                | 8 de junio | 15:00    |
| Sacachispas         | 0 - 1     | Fénix                | Beto Larrosa              | 8 de junio | 15:00    |
| UAI Urquiza         | 1 - 1     | Liniers              | Monumental de Villa Lynch | 8 de junio | 15:00    |
| Dock Sud            | 2 - 0     | Sportivo Italiano    | De los Inmigrantes        | 8 de junio | 15:00    |
| Deportivo Laferrere | 0 - 1     | Los Andes            | Ciudad de Laferrere       | 9 de junio | 13:10    |
| Excursionistas      | 2 - 3     | Argentino de Quilmes | Excursionistas            | 9 de junio | 13:10    |
| Colegiales          | 1 - 0     | Argentino de Merlo   | Libertarios Unidos        | 9 de junio | 13:10    |
| Deportivo Merlo     | 0 - 0     | Ferrocarril Midland  | José Manuel Moreno        | 9 de junio | 15:00    |
| Acasusso            | 1 - 3     | Deportivo Armenio    | Armenia                   | 9 de junio | 15:00    |
| San Martín (B)      | 2 - 1     | Comunicaciones       | Francisco Boga            | 9 de junio | 15:00    |
| Flandria            | 3 - 0     | Villa San Carlos     | Carlos V                  | 9 de junio | 15:00    |

| Fecha 21             | Fecha 21  | Fecha 21            | Fecha 21                      | Fecha 21    | Fecha 21 |
| Local                | Resultado | Visitante           | Estadio                       | Fecha       | Hora     |
| -------------------- | --------- | ------------------- | ----------------------------- | ----------- | -------- |
| Villa Dálmine        | 1 - 1     | Flandria            | El Coliseo de Mitre y Puccini | 15 de junio | 15:00    |
| Ferrocarril Midland  | 3 - 1     | Deportivo Laferrere | Ciudad de Libertad            | 15 de junio | 15:00    |
| Deportivo Armenio    | 2 - 1     | Excursionistas      | Armenia                       | 15 de junio | 15:00    |
| Comunicaciones       | 0 - 1     | Acasusso            | Alfredo Ramos                 | 15 de junio | 15:00    |
| Liniers              | 1 - 0     | San Martín (B)      | Juan Antonio Arias            | 15 de junio | 15:00    |
| Villa San Carlos     | 2 - 2     | Dock Sud            | Genacio Sálice                | 15 de junio | 15:00    |
| Argentino de Merlo   | 3 - 2     | UAI Urquiza         | Argentino de Merlo            | 16 de junio | 15:00    |
| Sportivo Italiano    | 0 - 1     | Colegiales          | República de Italia           | 17 de junio | 15:10    |
| Argentino de Quilmes | 2 - 0     | Sacachispas         | Argentino de Quilmes          | 17 de junio | 15:10    |
| Los Andes            | 3 - 2     | Cañuelas            | Eduardo Gallardón             | 17 de junio | 15:10    |
| Fénix                | 2 - 0     | Deportivo Merlo     | Tres de Febrero               | 18 de junio | 15:00    |

| 1. 2. 3. 4. 5. 6. 7. |

## Torneo Clausura

### Tabla de posiciones final
| Pos. | Equipo               | Pts. | PJ | PG | PE | PP | GF | GC | Dif. |
| ---- | -------------------- | ---- | -- | -- | -- | -- | -- | -- | ---- |
| 1.º  | Colegiales           | 42   | 21 | 13 | 3  | 5  | 26 | 12 | 14   |
| 2.º  | Deportivo Armenio    | 39   | 21 | 11 | 6  | 4  | 32 | 17 | 15   |
| 3.º  | Argentino de Quilmes | 39   | 21 | 10 | 9  | 2  | 24 | 9  | 15   |
| 4.º  | Argentino de Merlo   | 37   | 21 | 11 | 4  | 6  | 29 | 24 | 5    |
| 5.º  | Deportivo Merlo      | 37   | 21 | 10 | 7  | 4  | 21 | 16 | 5    |
| 6.º  | Ferrocarril Midland  | 35   | 21 | 9  | 8  | 4  | 24 | 13 | 11   |
| 7.º  | Comunicaciones       | 32   | 21 | 8  | 8  | 5  | 22 | 18 | 4    |
| 8.º  | UAI Urquiza          | 32   | 21 | 9  | 5  | 7  | 24 | 25 | −1   |
| 9.º  | Excursionistas       | 31   | 21 | 7  | 10 | 4  | 34 | 25 | 9    |
| 10.º | Liniers              | 30   | 21 | 7  | 9  | 5  | 20 | 16 | 4    |
| 11.º | Sportivo Italiano    | 27   | 21 | 6  | 9  | 6  | 22 | 19 | 3    |
| 12.º | Dock Sud             | 27   | 21 | 7  | 6  | 8  | 24 | 22 | 2    |
| 13.º | Villa Dálmine        | 27   | 21 | 7  | 6  | 8  | 10 | 13 | −3   |
| 14.º | Flandria             | 27   | 21 | 7  | 6  | 8  | 16 | 20 | −4   |
| 15.º | Sacachispas          | 24   | 21 | 6  | 6  | 9  | 13 | 22 | −9   |
| 16.º | Los Andes            | 21   | 21 | 5  | 6  | 10 | 16 | 21 | −5   |
| 17.º | Villa San Carlos     | 20   | 21 | 4  | 8  | 9  | 12 | 19 | −7   |
| 18.º | Acassuso             | 20   | 21 | 4  | 8  | 9  | 15 | 24 | −9   |
| 19.º | San Martín (B)       | 20   | 21 | 5  | 5  | 11 | 14 | 23 | −9   |
| 20.º | Deportivo Laferrere  | 19   | 21 | 3  | 10 | 8  | 14 | 27 | −13  |
| 21.º | Fénix                | 17   | 21 | 4  | 5  | 12 | 9  | 23 | −14  |
| 22.º | Cañuelas             | 15   | 21 | 3  | 6  | 12 | 12 | 25 | −13  |

|  | Ganador. Clasificó a la final por el ascenso. |

#### Evolución de las posiciones
| Equipo / Fecha       | 1    | 2    | 3    | 4    | 5    | 6    | 7    | 8    | 9    | 10   | 11   | 12   | 13   | 14   | 15   | 16   | 17   | 18   | 19   | 20   | 21   |
| -------------------- | ---- | ---- | ---- | ---- | ---- | ---- | ---- | ---- | ---- | ---- | ---- | ---- | ---- | ---- | ---- | ---- | ---- | ---- | ---- | ---- | ---- |
| Acasusso             | 9.º  | 16.º | 18.º | 21.º | 19.º | 22.º | 22.º | 22.º | 22.º | 19.º | 20.º | 16.º | 18.º | 16.º | 14.º | 14.º | 13.º | 14.º | 15.º | 18.º | 18.º |
| Argentino de Merlo   | 2.º  | 1.º  | 1.º  | 1.º  | 1.º  | 2.º  | 2.º  | 2.º  | 7.º  | 5.º  | 7.º  | 10.º | 11.º | 9.º  | 9.º  | 7.º  | 7.º  | 7.º  | 7.º  | 4.º  | 6.º  |
| Argentino de Quilmes | 13.º | 12.º | 15.º | 14.º | 17.º | 13.º | 9.º  | 12.º | 10.º | 8.º  | 4.º  | 6.º  | 4.º  | 4.º  | 6.º  | 5.º  | 3.º  | 3.º  | 2.º  | 3.º  | 3.º  |
| Cañuelas             | 15.º | 20.º | 19.º | 18.º | 19.º | 20.º | 15.º | 18.º | 19.º | 20.º | 21.º | 22.º | 22.º | 20.º | 21.º | 22.º | 22.º | 22.º | 22.º | 22.º | 22.º |
| Colegiales           | 4.º  | 2.º  | 2.º  | 2.º  | 2.º  | 1.º  | 1.º  | 1.º  | 1.º  | 1.º  | 1.º  | 1.º  | 1.º  | 1.º  | 1.º  | 2.º  | 1.º  | 1.º  | 1.º  | 1.º  | 1.º  |
| Comunicaciones       | 18.º | 17.º | 11.º | 11.º | 7.º  | 4.º  | 6.º  | 9.º  | 8.º  | 12.º | 13.º | 13.º | 13.º | 11.º | 10.º | 11.º | 9.º  | 9.º  | 9.º  | 9.º  | 7.º  |
| Deportivo Armenio    | 16.º | 15.º | 10.º | 10.º | 6.º  | 3.º  | 5.º  | 5.º  | 6.º  | 3.º  | 3.º  | 2.º  | 2.º  | 2.º  | 2.º  | 1.º  | 2.º  | 2.º  | 3.º  | 2.º  | 2.º  |
| Deportivo Laferrere  | 7.º  | 6.º  | 13.º | 13.º | 9.º  | 9.º  | 10.º | 13.º | 15.º | 18.º | 19.º | 21.º | 20.º | 21.º | 22.º | 21.º | 21.º | 21.º | 19.º | 20.º | 20.º |
| Deportivo Merlo      | 13.º | 11.º | 16.º | 19.º | 21.º | 21.º | 19.º | 16.º | 11.º | 10.º | 10.º | 5.º  | 5.º  | 5.º  | 4.º  | 6.º  | 6.º  | 5.º  | 5.º  | 5.º  | 5.º  |
| Dock Sud             | 1.º  | 3.º  | 6.º  | 9.º  | 13.º | 10.º | 11.º | 7.º  | 9.º  | 7.º  | 8.º  | 4.º  | 8.º  | 8.º  | 7.º  | 9.º  | 10.º | 11.º | 11.º | 14.º | 12.º |
| Excursionistas       | 2.º  | 4.º  | 7.º  | 6.º  | 10.º | 6.º  | 8.º  | 11.º | 13.º | 11.º | 11.º | 11.º | 12.º | 13.º | 11.º | 8.º  | 8.º  | 8.º  | 8.º  | 8.º  | 9.º  |
| Fénix                | 16.º | 10.º | 12.º | 12.º | 8.º  | 12.º | 13.º | 10.º | 12.º | 14.º | 16.º | 15.º | 17.º | 15.º | 17.º | 20.º | 20.º | 20.º | 21.º | 21.º | 21.º |
| Ferrocarril Midland  | 6.º  | 6.º  | 4.º  | 5.º  | 3.º  | 5.º  | 7.º  | 6.º  | 4.º  | 2.º  | 2.º  | 3.º  | 3.º  | 3.º  | 5.º  | 4.º  | 5.º  | 4.º  | 4.º  | 4.º  | 6.º  |
| Flandria             | 22.º | 22.º | 22.º | 17.º | 18.º | 19.º | 14.º | 17.º | 15.º | 16.º | 14.º | 12.º | 10.º | 12.º | 13.º | 13.º | 12.º | 10.º | 10.º | 13.º | 14.º |
| Liniers              | 9.º  | 12.º | 5.º  | 4.º  | 5.º  | 8.º  | 4.º  | 4.º  | 3.º  | 6.º  | 9.º  | 9.º  | 7.º  | 7.º  | 8.º  | 10.º | 11.º | 12.º | 12.º | 10.º | 10.º |
| Los Andes            | 4.º  | 5.º  | 8.º  | 7.º  | 12.º | 14.º | 15.º | 14.º | 17.º | 13.º | 12.º | 14.º | 14.º | 17.º | 18.º | 17.º | 19.º | 16.º | 18.º | 16.º | 16.º |
| Sacachispas          | 7.º  | 6.º  | 14.º | 16.º | 16.º | 16.º | 18.º | 20.º | 18.º | 15.º | 15.º | 18.º | 16.º | 19.º | 20.º | 19.º | 18.º | 18.º | 17.º | 15.º | 15.º |
| San Martín (B)       | 18.º | 18.º | 17.º | 20.º | 15.º | 17.º | 20.º | 19.º | 20.º | 21.º | 18.º | 19.º | 19.º | 22.º | 16.º | 18.º | 17.º | 17.º | 16.º | 19.º | 19.º |
| Sportivo Italiano    | 9.º  | 12.º | 9.º  | 8.º  | 11.º | 11.º | 12.º | 8.º  | 5.º  | 9.º  | 5.º  | 7.º  | 9.º  | 10.º | 12.º | 12.º | 14.º | 13.º | 13.º | 11.º | 11.º |
| UAI Urquiza          | 9.º  | 6.º  | 3.º  | 3.º  | 4.º  | 7.º  | 3.º  | 3.º  | 2.º  | 4.º  | 6.º  | 8.º  | 6.º  | 6.º  | 3.º  | 3.º  | 4.º  | 6.º  | 6.º  | 7.º  | 8.º  |
| Villa Dálmine        | 20.º | 19.º | 20.º | 22.º | 22.º | 18.º | 21.º | 21.º | 21.º | 22.º | 22.º | 20.º | 21.º | 18.º | 19.º | 16.º | 15.º | 15.º | 14.º | 12.º | 13.º |
| Villa San Carlos     | 20.º | 21.º | 20.º | 15.º | 14.º | 15.º | 17.º | 15.º | 14.º | 17.º | 17.º | 17.º | 15.º | 14.º | 15.º | 15.º | 16.º | 19.º | 20.º | 17.º | 17.º |

| 1. 2. |

### Resultados
| Fecha 1              | Fecha 1   | Fecha 1         | Fecha 1              | Fecha 1     | Fecha 1 |
| Local                | Resultado | Visitante       | Estadio              | Fecha       | Hora    |
| -------------------- | --------- | --------------- | -------------------- | ----------- | ------- |
| Comunicaciones       | 1 - 3     | Excursionistas  | Alfredo Ramos        | 22 de junio | 13:00   |
| Liniers              | 1 - 1     | Acasusso        | Juan Antonio Arias   | 22 de junio | 15:00   |
| Argentino de Merlo   | 3 - 1     | San Martín (B)  | Argentino de Merlo   | 22 de junio | 15:00   |
| Sportivo Italiano    | 1 - 1     | UAI Urquiza     | República de Italia  | 22 de junio | 15:00   |
| Villa San Carlos     | 0 - 2     | Colegiales      | Genacio Sálice       | 22 de junio | 15:00   |
| Flandria             | 0 - 3     | Dock Sud        | Carlos V             | 22 de junio | 15:00   |
| Los Andes            | 2 - 0     | Villa Dálmine   | Eduardo Gallardón    | 23 de junio | 13:10   |
| Deportivo Armenio    | 0 - 1     | Sacachispas     | Armenia              | 23 de junio | 15:00   |
| Ferrocarril Midland  | 2 - 1     | Cañuelas        | Ciudad de Libertad   | 23 de junio | 16:00   |
| Fénix                | 0 - 1     | Laferrere       | Tres de Febrero      | 24 de junio | 15:00   |
| Argentino de Quilmes | 0 - 0     | Deportivo Merlo | Argentino de Quilmes | 24 de junio | 15:00   |

| Fecha 2             | Fecha 2   | Fecha 2              | Fecha 2                       | Fecha 2     | Fecha 2 |
| Local               | Resultado | Visitante            | Estadio                       | Fecha       | Hora    |
| ------------------- | --------- | -------------------- | ----------------------------- | ----------- | ------- |
| UAI Urquiza         | 1 - 0     | Villa San Carlos     | Monumental de Villa Lynch     | 29 de junio | 15:00   |
| San Martín (B)      | 0 - 0     | Sportivo Italiano    | Francisco Boga                | 29 de junio | 15:00   |
| Acassuso            | 0 - 1     | Argentino de Merlo   | Armenia                       | 29 de junio | 15:00   |
| Excursionistas      | 0 - 0     | Liniers              | Excursionistas                | 29 de junio | 15:00   |
| Deportivo Merlo     | 2 - 2     | Deportivo Armenio    | José Manuel Moreno            | 29 de junio | 15:00   |
| Cañuelas            | 0 - 1     | Fénix                | Jorge Arin                    | 29 de junio | 15:00   |
| Colegiales          | 1 - 0     | Flandria             | Libertarios Unidos            | 29 de junio | 17:05   |
| Villa Dálmine       | 0 - 0     | Dock Sud             | El Coliseo de Mitre y Puccini | 30 de junio | 15:00   |
| Los Andes           | 0 - 0     | Ferrocarril Midland  | Eduardo Gallardón             | 30 de junio | 15:00   |
| Deportivo Laferrere | 1 - 1     | Argentino de Quilmes | Francisco Boga                | 1 de julio  | 15:00   |
| Sacachispas         | 1 - 1     | Comunicaciones       | Beto Larrosa                  | 1 de julio  | 15:10   |

| Fecha 3              | Fecha 3   | Fecha 3             | Fecha 3              | Fecha 3    | Fecha 3 |
| Local                | Resultado | Visitante           | Estadio              | Fecha      | Hora    |
| -------------------- | --------- | ------------------- | -------------------- | ---------- | ------- |
| Fénix                | 0 - 0     | Los Andes           | Tres de Febrero      | 5 de julio | 15:00   |
| Argentino de Quilmes | 0 - 0     | Cañuelas            | Argentino de Quilmes | 5 de julio | 15:00   |
| Ferrocarril Midland  | 1 - 0     | Villa Dálmine       | Ciudad de Libertad   | 5 de julio | 19:05   |
| Deportivo Armenio    | 4 - 2     | Deportivo Laferrere | Armenia              | 6 de julio | 15:00   |
| Comunicaciones       | 2 - 0     | Deportivo Merlo     | Alfredo Ramos        | 6 de julio | 15:00   |
| Liniers              | 3 - 0     | Sacachispas         | Juan Antonio Arias   | 6 de julio | 15:00   |
| Argentino de Merlo   | 2 - 2     | Excursionistas      | Argentino de Merlo   | 6 de julio | 15:00   |
| Sportivo Italiano    | 2 - 1     | Acassuso            | República de Italia  | 6 de julio | 15:00   |
| Villa San Carlos     | 0 - 0     | San Martín (B)      | Genacio Sálice       | 6 de julio | 15:00   |
| Flandria             | 1 - 2     | UAI Urquiza         | Carlos V             | 6 de julio | 15:00   |
| Dock Sud             | 0 - 0     | Colegiales          | De los Inmigrantes   | 6 de julio | 15:05   |

| Fecha 4             | Fecha 4   | Fecha 4              | Fecha 4                       | Fecha 4     | Fecha 4 |
| Local               | Resultado | Visitante            | Estadio                       | Fecha       | Hora    |
| ------------------- | --------- | -------------------- | ----------------------------- | ----------- | ------- |
| Villa Dálmine       | 0 - 1     | Colegiales           | El Coliseo de Mitre y Puccini | 9 de julio  | 15:00   |
| UAI Urquiza         | 2 - 1     | Dock Sud             | Monumental de Villa Lynch     | 9 de julio  | 15:00   |
| Acassuso            | 1 - 2     | Villa San Carlos     | Armenia                       | 9 de julio  | 15:00   |
| Sacachispas         | 2 - 3     | Argentino de Merlo   | Roberto Larrosa               | 9 de julio  | 15:00   |
| Cañuelas            | 1 - 1     | Deportivo Armenio    | Jorge Alfredo Arín            | 9 de julio  | 15:00   |
| Los Andes           | 1 - 1     | Argentino de Quilmes | Eduardo Gallardón             | 9 de julio  | 15:00   |
| Ferrocarril Midland | 0 - 0     | Fénix                | Ciudad de Libertad            | 9 de julio  | 15:00   |
| Deportivo Laferrere | 1 - 1     | Comunicaciones       | Ciudad de Laferrere           | 9 de julio  | 15:00   |
| Deportivo Merlo     | 0 - 1     | Liniers              | José Manuel Moreno            | 10 de julio | 15:00   |
| Excursionistas      | 1 - 1     | Sportivo Italiano    | Excursionistas                | 10 de julio | 19:05   |
| San Martín (B)      | 0 - 1     | Flandria             | Francisco Boga                | 10 de julio | 20:00   |

| Fecha 5              | Fecha 5   | Fecha 5             | Fecha 5              | Fecha 5     | Fecha 5 |
| Local                | Resultado | Visitante           | Estadio              | Fecha       | Hora    |
| -------------------- | --------- | ------------------- | -------------------- | ----------- | ------- |
| Deportivo Armenio    | 1 - 0     | Los Andes           | Armenia              | 13 de julio | 15:00   |
| Dock Sud             | 1 - 2     | San Martín (B)      | De los Inmigrantes   | 13 de julio | 15:00   |
| Argentino de Merlo   | 4 - 0     | Deportivo Merlo     | Merlo                | 14 de julio | 15:00   |
| Comunicaciones       | 2 - 1     | Cañuelas            | Alfredo Ramos        | 14 de julio | 15:00   |
| Liniers              | 0 - 1     | Deportivo Laferrere | Juan Antonio Arias   | 14 de julio | 15:00   |
| Villa San Carlos     | 2 - 2     | Excursionistas      | Genacio Sálice       | 14 de julio | 15:00   |
| Flandria             | 0 - 0     | Acassuso            | Carlos V             | 14 de julio | 15:00   |
| Argentino de Quilmes | 0 - 1     | Ferrocarril Midland | Argentino de Quilmes | 15 de julio | 15:00   |
| Sportivo Italiano    | 0 - 0     | Sacachispas         | República de Italia  | 15 de julio | 15:00   |
| Colegiales           | 1 - 0     | UAI Urquiza         | Libertarios Unidos   | 15 de julio | 21:10   |
| Fénix                | 1 - 0     | Villa Dálmine       | Tres de Febrero      | 16 de julio | 15:00   |

| Fecha 6             | Fecha 6   | Fecha 6              | Fecha 6                       | Fecha 6     | Fecha 6 |
| Local               | Resultado | Visitante            | Estadio                       | Fecha       | Hora    |
| ------------------- | --------- | -------------------- | ----------------------------- | ----------- | ------- |
| Deportivo Merlo     | 1 - 1     | Sportivo Italiano    | José Manuel Moreno            | 20 de julio | 15:00   |
| Acassuso            | 0 - 2     | Dock Sud             | Armenia                       | 20 de julio | 15:00   |
| Cañuelas            | 0 - 0     | Liniers              | Jorge Arin                    | 20 de julio | 15:00   |
| San Martín (B)      | 1 - 2     | Colegiales           | Francisco Boga                | 20 de julio | 18:10   |
| Ferrocarril Midland | 1 - 2     | Deportivo Armenio    | Ciudad de Libertad            | 21 de julio | 15:00   |
| Deportivo Laferrere | 0 - 0     | Argentino de Merlo   | Ciudad de Laferrere           | 21 de julio | 15:00   |
| Los Andes           | 0 - 1     | Comunicaciones       | Eduardo Gallardón             | 21 de julio | 15:10   |
| Villa Dálmine       | 1 - 0     | UAI Urquiza          | El Coliseo de Mitre y Puccini | 22 de julio | 15:00   |
| Sacachispas         | 0 - 0     | Villa San Carlos     | Beto Larrosa                  | 22 de julio | 15:00   |
| Excursionistas      | 2 - 1     | Flandria             | Excursionistas                | 22 de julio | 15:00   |
| Fénix               | 1 - 2     | Argentino de Quilmes | Tres de Febrero               | 22 de julio | 15:00   |

| Fecha 7              | Fecha 7   | Fecha 7             | Fecha 7                   | Fecha 7     | Fecha 7 |
| Local                | Resultado | Visitante           | Estadio                   | Fecha       | Hora    |
| -------------------- | --------- | ------------------- | ------------------------- | ----------- | ------- |
| Dock Sud             | 2 - 2     | Excursionistas      | De los Inmigrantes        | 27 de julio | 11:00   |
| Argentino de Quilmes | 2 - 0     | Villa Dálmine       | Argentino de Quilmes      | 27 de julio | 15:00   |
| Deportivo Armenio    | 0 - 0     | Fénix               | Armenia                   | 27 de julio | 15:00   |
| Sportivo Italiano    | 0 - 0     | Deportivo Laferrere | República de Italia       | 27 de julio | 15:00   |
| Villa San Carlos     | 0 - 1     | Deportivo Merlo     | Genacio Sálice            | 27 de julio | 15:00   |
| Flandria             | 1 - 0     | Sacachispas         | Carlos V                  | 27 de julio | 15:00   |
| UAI Urquiza          | 1 - 0     | San Martín (B)      | Monumental de Villa Lynch | 27 de julio | 15:00   |
| Colegiales           | 0 - 0     | Acassuso            | Libertarios Unidos        | 27 de julio | 17:00   |
| Liniers              | 3 - 2     | Los Andes           | Juan Antonio Arias        | 28 de julio | 15:00   |
| Comunicaciones       | 0 - 0     | Ferrocarril Midland | Alfredo Ramos             | 29 de julio | 15:00   |
| Argentino de Merlo   | 0 - 2     | Cañuelas            | Merlo                     | 29 de julio | 21:10   |

| Fecha 8              | Fecha 8   | Fecha 8            | Fecha 8                       | Fecha 8     | Fecha 8 |
| Local                | Resultado | Visitante          | Estadio                       | Fecha       | Hora    |
| -------------------- | --------- | ------------------ | ----------------------------- | ----------- | ------- |
| Deportivo Merlo      | 3 - 0     | Flandria           | José Manuel Moreno            | 3 de agosto | 15:00   |
| Cañuelas             | 0 - 3     | Sportivo Italiano  | Jorge Arin                    | 3 de agosto | 15:00   |
| Argentino de Quilmes | 1 - 1     | Deportivo Armenio  | Argentino de Quilmes          | 3 de agosto | 15:00   |
| Villa Dálmine        | 0 - 0     | San Martín (B)     | El Coliseo de Mitre y Puccini | 4 de agosto | 15:00   |
| Deportivo Laferrere  | 1 - 2     | Villa San Carlos   | Ciudad de Laferrere           | 4 de agosto | 15:00   |
| Ferrocarril Midland  | 0 - 0     | Liniers            | Ciudad de Libertad            | 4 de agosto | 15:00   |
| Los Andes            | 3 - 0     | Argentino de Merlo | Eduardo Gallardón             | 4 de agosto | 15:05   |
| Acassuso             | 1 - 1     | UAI Urquiza        | Armenia                       | 5 de agosto | 15:00   |
| Fénix                | 1 - 0     | Comunicaciones     | Tres de Febrero               | 5 de agosto | 15:00   |
| Sacachispas          | 1 - 3     | Dock Sud           | Beto Larrosa                  | 6 de agosto | 15:00   |
| Excursionistas       | 0 - 1     | Colegiales         | Excursionistas                | 6 de agosto | 19:05   |

| Fecha 9            | Fecha 9   | Fecha 9              | Fecha 9                   | Fecha 9      | Fecha 9 |
| Local              | Resultado | Visitante            | Estadio                   | Fecha        | Hora    |
| ------------------ | --------- | -------------------- | ------------------------- | ------------ | ------- |
| Sportivo Italiano  | 2 - 1     | Los Andes            | República de Italia       | 10 de agosto | 15:00   |
| Villa San Carlos   | 0 - 0     | Cañuelas             | Genacio Sálice            | 10 de agosto | 15:00   |
| UAI Urquiza        | 2 - 0     | Excursionistas       | Monumental de Villa Lynch | 10 de agosto | 15:00   |
| San Martín (B)     | 0 - 0     | Acassuso             | Francisco Boga            | 10 de agosto | 15:00   |
| Argentino de Merlo | 0 - 3     | Ferrocarril Midland  | Merlo                     | 10 de agosto | 19:10   |
| Deportivo Armenio  | 0 - 0     | Villa Dálmine        | Armenia                   | 11 de agosto | 13:00   |
| Dock Sud           | 0 - 1     | Deportivo Merlo      | De los Inmigrantes        | 11 de agosto | 13:00   |
| Liniers            | 3 - 0     | Fénix                | Juan Antonio Arias        | 11 de agosto | 15:00   |
| Flandria           | 3 - 0     | Deportivo Laferrere  | Carlos V                  | 11 de agosto | 15:00   |
| Colegiales         | 0 - 1     | Sacachispas          | Libertarios Unidos        | 11 de agosto | 15:00   |
| Comunicaciones     | 0 - 0     | Argentino de Quilmes | Alfredo Ramos             | 12 de agosto | 15:00   |

| Fecha 10             | Fecha 10  | Fecha 10           | Fecha 10                      | Fecha 10     | Fecha 10 |
| Local                | Resultado | Visitante          | Estadio                       | Fecha        | Hora     |
| -------------------- | --------- | ------------------ | ----------------------------- | ------------ | -------- |
| Deportivo Laferrere  | 2 - 3     | Dock Sud           | Ciudad de Laferrere           | 17 de agosto | 14:00    |
| Excursionistas       | 4 - 2     | San Martín (B)     | Excursionistas                | 17 de agosto | 15:00    |
| Cañuelas             | 0 - 0     | Flandria           | Jorge Arin                    | 17 de agosto | 15:00    |
| Deportivo Armenio    | 1 - 0     | Comunicaciones     | Armenia                       | 17 de agosto | 15:00    |
| Ferrocarril Midland  | 3 - 0     | Sportivo Italiano  | Ciudad de Libertad            | 17 de agosto | 16:00    |
| Deportivo Merlo      | 3 - 2     | Colegiales         | José Manuel Moreno            | 18 de agosto | 15:00    |
| Los Andes            | 2 - 1     | Villa San Carlos   | Eduardo Gallardón             | 18 de agosto | 15:00    |
| Argentino de Quilmes | 2 - 0     | Liniers            | Argentino de Quilmes          | 18 de agosto | 15:00    |
| Villa Dálmine        | 0 - 3     | Acassuso           | El Coliseo de Mitre y Puccini | 19 de agosto | 15:00    |
| Fénix                | 0 - 1     | Argentino de Merlo | Tres de Febrero               | 19 de agosto | 15:00    |
| Sacachispas          | 1 - 0     | UAI Urquiza        | Beto Larrosa                  | 19 de agosto | 15:05    |

| Fecha 11           | Fecha 11  | Fecha 11             | Fecha 11                  | Fecha 11     | Fecha 11 |
| Local              | Resultado | Visitante            | Estadio                   | Fecha        | Hora     |
| ------------------ | --------- | -------------------- | ------------------------- | ------------ | -------- |
| Sportivo Italiano  | 3 - 0     | Fénix                | República de Italia       | 23 de agosto | 15:00    |
| San Martín (B)     | 2 - 0     | Sacachispas          | Francisco Boga            | 23 de agosto | 20:00    |
| Comunicaciones     | 0 - 2     | Villa Dálmine        | Alfredo Ramos             | 24 de agosto | 15:00    |
| Argentino de Merlo | 0 - 2     | Argentino de Quilmes | Merlo                     | 24 de agosto | 15:00    |
| Villa San Carlos   | 0 - 0     | Ferrocarril Midland  | Genacio Sálice            | 24 de agosto | 15:00    |
| Dock Sud           | 1 - 1     | Cañuelas             | De los Inmigrantes        | 24 de agosto | 15:00    |
| UAI Urquiza        | 0 - 0     | Deportivo Merlo      | Monumental de Villa Lynch | 24 de agosto | 15:00    |
| Acassuso           | 1 - 1     | Excursionistas       | Armenia                   | 24 de agosto | 15:00    |
| Colegiales         | 3 - 0     | Deportivo Laferrere  | Libertarios Unidos        | 24 de agosto | 18:05    |
| Liniers            | 1 - 3     | Deportivo Armenio    | Juan Antonio Arias        | 25 de agosto | 15:00    |
| Flandria           | 0 - 0     | Los Andes            | Carlos V                  | 25 de agosto | 15:00    |

| Fecha 12             | Fecha 12  | Fecha 12           | Fecha 12                      | Fecha 12        | Fecha 12 |
| Local                | Resultado | Visitante          | Estadio                       | Fecha           | Hora     |
| -------------------- | --------- | ------------------ | ----------------------------- | --------------- | -------- |
| Cañuelas             | 0 - 2     | Colegiales         | Jorge Arin                    | 31 de agosto    | 12:05    |
| Argentino de Quilmes | 1 - 0     | Sportivo Italiano  | Argentino de Quilmes          | 31 de agosto    | 13:00    |
| Los Andes            | 0 - 1     | Dock Sud           | Eduardo Gallardón             | 31 de agosto    | 14:05    |
| Ferrocarril Midland  | 0 - 1     | Flandria           | Ciudad de Libertad            | 31 de agosto    | 15:00    |
| Deportivo Armenio    | 3 - 0     | Argentino de Merlo | Armenia                       | 31 de agosto    | 15:00    |
| Villa Dálmine        | 0 - 0     | Excursionistas     | El Coliseo de Mitre y Puccini | 1 de septiembre | 15:00    |
| Deportivo Merlo      | 1 - 0     | San Martín (B)     | José Manuel Moreno            | 1 de septiembre | 15:00    |
| Comunicaciones       | 2 - 2     | Liniers            | Alfredo Ramos                 | 1 de septiembre | 15:00    |
| Fénix                | 0 - 0     | Villa San Carlos   | Tres de Febrero               | 2 de septiembre | 15:00    |
| Sacachispas          | 1 - 2     | Acassuso           | Beto Larrosa                  | 2 de septiembre | 15:00    |
| Deportivo Laferrere  | 0 - 1     | UAI Urquiza        | Ciudad de Laferrere           | 2 de septiembre | 15:00    |

| Fecha 13           | Fecha 13  | Fecha 13             | Fecha 13                  | Fecha 13        | Fecha 13 |
| Local              | Resultado | Visitante            | Estadio                   | Fecha           | Hora     |
| ------------------ | --------- | -------------------- | ------------------------- | --------------- | -------- |
| Dock Sud           | 2 - 3     | Ferrocarril Midland  | De los Inmigrantes        | 7 de septiembre | 14:45    |
| Argentino de Merlo | 0 - 0     | Comunicaciones       | Merlo                     | 7 de septiembre | 15:00    |
| Sportivo Italiano  | 0 - 1     | Deportivo Armenio    | República de Italia       | 7 de septiembre | 15:00    |
| Villa San Carlos   | 0 - 0     | Argentino de Quilmes | Genacio Sálice            | 7 de septiembre | 15:00    |
| UAI Urquiza        | 2 - 0     | Cañuelas             | Monumental de Villa Lynch | 7 de septiembre | 15:00    |
| Acassuso           | 0 - 1     | Deportivo Merlo      | Armenia                   | 7 de septiembre | 15:00    |
| Excursionistas     | 1 - 1     | Sacachispas          | Excursionistas            | 7 de septiembre | 16:00    |
| San Martín (B)     | 1 - 1     | Deportivo Laferrere  | Francisco Boga            | 7 de septiembre | 20:00    |
| Liniers            | 1 - 0     | Villa Dálmine        | Juan Antonio Arias        | 8 de septiembre | 15:00    |
| Flandria           | 1 - 0     | Fénix                | Carlos V                  | 8 de septiembre | 15:00    |
| Colegiales         | 2 - 0     | Los Andes            | Libertarios Unidos        | 9 de septiembre | 21:10    |

| Fecha 14             | Fecha 14  | Fecha 14           | Fecha 14                      | Fecha 14         | Fecha 14 |
| Local                | Resultado | Visitante          | Estadio                       | Fecha            | Hora     |
| -------------------- | --------- | ------------------ | ----------------------------- | ---------------- | -------- |
| Villa Dálmine        | 1 - 0     | Sacachispas        | El Coliseo de Mitre y Puccini | 14 de septiembre | 15:00    |
| Deportivo Merlo      | 2 - 1     | Excursionistas     | José Manuel Moreno            | 14 de septiembre | 15:00    |
| Cañuelas             | 1 - 0     | San Martín (B)     | Jorge Arin                    | 14 de septiembre | 15:00    |
| Deportivo Armenio    | 0 - 1     | Villa San Carlos   | Armenia                       | 14 de septiembre | 15:00    |
| Liniers              | 1 - 1     | Argentino de Merlo | Juan Antonio Arias            | 14 de septiembre | 15:00    |
| Ferrocarril Midland  | 2 - 1     | Colegiales         | Ciudad de Libertad            | 15 de septiembre | 13:30    |
| Los Andes            | 0 - 2     | UAI Urquiza        | Eduardo Gallardón             | 15 de septiembre | 14:10    |
| Comunicaciones       | 2 - 1     | Sportivo Italiano  | Alfredo Ramos                 | 15 de septiembre | 15:00    |
| Deportivo Laferrere  | 0 - 0     | Acassuso           | Ciudad de Laferrere           | 16 de septiembre | 15:00    |
| Fénix                | 0 - 0     | Dock Sud           | Ciudad Evita                  | 16 de septiembre | 15:00    |
| Argentino de Quilmes | 2 - 1     | Flandria           | Argentino de Quilmes          | 16 de septiembre | 15:00    |

| Fecha 15           | Fecha 15  | Fecha 15             | Fecha 15                  | Fecha 15         | Fecha 15 |
| Local              | Resultado | Visitante            | Estadio                   | Fecha            | Hora     |
| ------------------ | --------- | -------------------- | ------------------------- | ---------------- | -------- |
| Excursionistas     | 4 - 0     | Deportivo Laferrere  | Excursionistas            | 20 de septiembre | 20:30    |
| Colegiales         | 2 - 0     | Fénix                | Libertarios Unidos        | 20 de septiembre | 21:10    |
| Argentino de Merlo | 1 - 0     | Villa Dálmine        | Merlo                     | 21 de septiembre | 13:00    |
| Dock Sud           | 1 - 0     | Argentino de Quilmes | De los Inmigrantes        | 21 de septiembre | 13:00    |
| UAI Urquiza        | 1 - 1     | Ferrocarril Midland  | Monumental de Villa Lynch | 21 de septiembre | 13:00    |
| Acassuso           | 2 - 1     | Cañuelas             | Armenia                   | 21 de septiembre | 13:00    |
| San Martín (B)     | 1 - 0     | Los Andes            | Francisco Boga            | 21 de septiembre | 20:00    |
| Sportivo Italiano  | 0 - 0     | Liniers              | República de Italia       | 22 de septiembre | 13:30    |
| Flandria           | 0 - 2     | Deportivo Armenio    | Carlos V                  | 22 de septiembre | 15:00    |
| Villa San Carlos   | 0 - 1     | Comunicaciones       | Genacio Sálice            | 23 de septiembre | 15:00    |
| Sacachispas        | 0 - 2     | Deportivo Merlo      | Beto Larrosa              | 23 de septiembre | 15:00    |

| Fecha 16             | Fecha 16  | Fecha 16          | Fecha 16                      | Fecha 16         | Fecha 16 |
| Local                | Resultado | Visitante         | Estadio                       | Fecha            | Hora     |
| -------------------- | --------- | ----------------- | ----------------------------- | ---------------- | -------- |
| Villa Dálmine        | 2 - 0     | Deportivo Merlo   | El Coliseo de Mitre y Puccini | 28 de septiembre | 15:00    |
| Cañuelas             | 1 - 2     | Excursionistas    | Jorge Arin                    | 28 de septiembre | 15:00    |
| Deportivo Armenio    | 3 - 2     | Dock Sud          | Armenia                       | 28 de septiembre | 15:00    |
| Liniers              | 0 - 0     | Villa San Carlos  | Juan Antonio Arias            | 28 de septiembre | 15:00    |
| Ferrocarril Midland  | 2 - 0     | San Martín (B)    | Ciudad de Libertad            | 28 de septiembre | 16:00    |
| Los Andes            | 1 - 1     | Acassuso          | Eduardo Gallardón             | 29 de septiembre | 15:00    |
| Comunicaciones       | 1 - 1     | Flandria          | Alfredo Ramos                 | 29 de septiembre | 15:00    |
| Argentino de Merlo   | 5 - 1     | Sportivo Italiano | Argentino de Merlo            | 29 de septiembre | 15:00    |
| Deportivo Laferrere  | 1 - 1     | Sacachispas       | Argentino de Merlo            | 30 de septiembre | 15:00    |
| Fénix                | 2 - 3     | UAI Urquiza       | Ciudad Evita                  | 30 de septiembre | 15:00    |
| Argentino de Quilmes | 2 - 0     | Colegiales        | Argentino de Quilmes          | 30 de septiembre | 15:00    |

| Fecha 17          | Fecha 17  | Fecha 17             | Fecha 17                  | Fecha 17     | Fecha 17 |
| Local             | Resultado | Visitante            | Estadio                   | Fecha        | Hora     |
| ----------------- | --------- | -------------------- | ------------------------- | ------------ | -------- |
| Flandria          | 2 - 0     | Liniers              | Carlos V                  | 4 de octubre | 15:30    |
| Colegiales        | 1 - 0     | Deportivo Armenio    | Libertarios Unidos        | 5 de octubre | 12:00    |
| Sportivo Italiano | 0 - 1     | Villa Dálmine        | República de Italia       | 5 de octubre | 15:00    |
| San Martín (B)    | 2 - 0     | Fénix                | Francisco Boga            | 5 de octubre | 15:00    |
| UAI Urquiza       | 1 - 2     | Argentino de Quilmes | Monumental de Villa Lynch | 5 de octubre | 15:30    |
| Acassuso          | 2 - 1     | Ferrocarril Midland  | Monumental de Villa Lynch | 6 de octubre | 15:00    |
| Deportivo Merlo   | 0 - 0     | Deportivo Laferrere  | José Manuel Moreno        | 6 de octubre | 15:00    |
| Dock Sud          | 0 - 1     | Comunicaciones       | De los Inmigrantes        | 7 de octubre | 15:00    |
| Excursionistas    | 3 - 0     | Los Andes            | Excursionistas            | 7 de octubre | 20:00    |
| Villa San Carlos  | 0 - 1     | Argentino de Merlo   | Genacio Sálice            | 8 de octubre | 15:00    |
| Sacachispas       | 1 - 0     | Cañuelas             | Beto Larrosa              | 8 de octubre | 15:00    |

| Fecha 18             | Fecha 18  | Fecha 18            | Fecha 18                      | Fecha 18      | Fecha 18 |
| Local                | Resultado | Visitante           | Estadio                       | Fecha         | Hora     |
| -------------------- | --------- | ------------------- | ----------------------------- | ------------- | -------- |
| Sportivo Italiano    | 4 - 0     | Villa San Carlos    | República de Italia           | 12 de octubre | 11:00    |
| Ferrocarril Midland  | 3 - 1     | Excursionistas      | Ciudad de Libertad            | 12 de octubre | 13:00    |
| Deportivo Armenio    | 4 - 1     | UAI Urquiza         | Armenia                       | 12 de octubre | 15:00    |
| Villa Dálmine        | 0 - 0     | Deportivo Laferrere | El Coliseo de Mitre y Puccini | 12 de octubre | 15:00    |
| Argentino de Quilmes | 3 - 0     | San Martín (B)      | Argentino de Quilmes          | 13 de octubre | 13:00    |
| Los Andes            | 2 - 0     | Sacachispas         | Eduardo Gallardón             | 13 de octubre | 15:00    |
| Cañuelas             | 0 - 2     | Deportivo Merlo     | Jorge Arin                    | 13 de octubre | 15:00    |
| Liniers              | 0 - 0     | Dock Sud            | Juan Antonio Arias            | 13 de octubre | 15:00    |
| Argentino de Merlo   | 0 - 2     | Flandria            | Argentino de Merlo            | 13 de octubre | 15:00    |
| Comunicaciones       | 1 - 2     | Colegiales          | Alfredo Ramos                 | 13 de octubre | 17:05    |
| Fénix                | 2 - 0     | Acassuso            | Ciudad Evita                  | 14 de octubre | 15:00    |

| Fecha 19            | Fecha 19  | Fecha 19             | Fecha 19                  | Fecha 19      | Fecha 19 |
| Local               | Resultado | Visitante            | Estadio                   | Fecha         | Hora     |
| ------------------- | --------- | -------------------- | ------------------------- | ------------- | -------- |
| San Martín (B)      | 2 - 0     | Deportivo Armenio    | Francisco Boga            | 18 de octubre | 20:00    |
| Villa San Carlos    | 0 - 1     | Villa Dálmine        | Genacio Sálice            | 19 de octubre | 15:00    |
| Sacachispas         | 1 - 0     | Ferrocarril Midland  | Beto Larrosa              | 19 de octubre | 15:00    |
| Deportivo Merlo     | 1 - 1     | Los Andes            | José Manuel Moreno        | 19 de octubre | 15:00    |
| Flandria            | 1 - 1     | Sportivo Italiano    | Carlos V                  | 19 de octubre | 15:00    |
| UAI Urquiza         | 2 - 2     | Comunicaciones       | Monumental de Villa Lynch | 19 de octubre | 15:00    |
| Acassuso            | 0 - 2     | Argentino de Quilmes | Armenia                   | 19 de octubre | 15:00    |
| Deportivo Laferrere | 2 - 1     | Cañuelas             | Francisco Boga            | 20 de octubre | 13:00    |
| Colegiales          | 2 - 0     | Liniers              | Libertarios Unidos        | 20 de octubre | 15:00    |
| Dock Sud            | 0 - 1     | Argentino de Merlo   | De los Inmigrantes        | 21 de octubre | 15:00    |
| Excursionistas      | 3 - 1     | Fénix                | Excursionistas            | 21 de octubre | 20:00    |

| Fecha 20             | Fecha 20  | Fecha 20            | Fecha 20                      | Fecha 20      | Fecha 20 |
| Local                | Resultado | Visitante           | Estadio                       | Fecha         | Hora     |
| -------------------- | --------- | ------------------- | ----------------------------- | ------------- | -------- |
| Comunicaciones       | 2 - 0     | San Martín (B)      | Alfredo Ramos                 | 25 de octubre | 15:00    |
| Argentino de Quilmes | 1 - 1     | Excursionistas      | Argentino de Quilmes          | 26 de octubre | 12:50    |
| Deportivo Armenio    | 3 - 0     | Acassuso            | Armenia                       | 26 de octubre | 12:50    |
| Argentino de Merlo   | 2 - 1     | Colegiales          | Argentino de Merlo            | 26 de octubre | 12:50    |
| Los Andes            | 1 - 0     | Deportivo Laferrere | Eduardo Gallardón             | 26 de octubre | 15:00    |
| Villa Dálmine        | 2 - 1     | Cañuelas            | El Coliseo de Mitre y Puccini | 27 de octubre | 15:00    |
| Ferrocarril Midland  | 0 - 0     | Deportivo Merlo     | Ciudad de Libertad            | 27 de octubre | 15:00    |
| Liniers              | 3 - 0     | UAI Urquiza         | Juan Antonio Arias            | 27 de octubre | 15:00    |
| Sportivo Italiano    | 2 - 0     | Dock Sud            | República de Italia           | 27 de octubre | 15:00    |
| Villa San Carlos     | 3 - 0     | Flandria            | Genacio Sálice                | 27 de octubre | 15:00    |
| Fénix                | 0 - 1     | Sacachispas         | Ciudad Evita                  | 28 de octubre | 15:00    |

| Fecha 21            | Fecha 21  | Fecha 21             | Fecha 21                  | Fecha 21       | Fecha 21 |
| Local               | Resultado | Visitante            | Estadio                   | Fecha          | Hora     |
| ------------------- | --------- | -------------------- | ------------------------- | -------------- | -------- |
| Acassuso            | 0 - 2     | Comunicaciones       | Armenia                   | 1 de noviembre | 15:00    |
| San Martín (B)      | 0 - 1     | Liniers              | Francisco Boga            | 1 de noviembre | 20:15    |
| Cañuelas            | 1 - 0     | Los Andes            | Jorge Arin                | 2 de noviembre | 15:00    |
| Colegiales          | 0 - 0     | Sportivo Italiano    | Libertarios Unidos        | 3 de noviembre | 12:10    |
| Excursionistas      | 1 - 1     | Deportivo Armenio    | Excursionistas            | 3 de noviembre | 12:10    |
| Sacachispas         | 0 - 0     | Argentino de Quilmes | Beto Larrosa              | 3 de noviembre | 12:10    |
| UAI Urquiza         | 1 - 4     | Argentino de Merlo   | Monumental de Villa Lynch | 4 de noviembre | 15:00    |
| Dock Sud            | 2 - 1     | Villa San Carlos     | De los Inmigrantes        | 4 de noviembre | 15:00    |
| Deportivo Merlo     | 1 - 0     | Fénix                | José Manuel Moreno        | 4 de noviembre | 15:00    |
| Deportivo Laferrere | 1 - 1     | Ferrocarril Midland  | Francisco Boga            | 4 de noviembre | 15:00    |
| Flandria            | 0 - 0     | Villa Dálmine        | Carlos V                  | 4 de noviembre | 15:00    |

| 1. 2. 3. 4. 5. 6. 7. |

## Final
Se disputó a doble partido entre los ganadores de los torneos Apertura y Clausura. El que obtuvo mejor ubicación en la tabla general de posiciones fue local en el segundo enfrentamiento. El vencedor se consagró campeón y logró el ascenso directo, mientras que el perdedor pasó a las semifinales del Torneo reducido.

#### Partidos
| 9 de noviembre, 15:45 | Los Andes | 0:0     | Colegiales | Estadio Eduardo Gallardón, Lomas de Zamora |                          |
|                       |           | Reporte |            | Árbitro(s): Felipe Viola                   | Árbitro(s): Felipe Viola |

| 16 de noviembre, 19:10                                           | Colegiales              | 2:0 (1:0) (Global 2:0) | Los Andes | Estadio Libertarios Unidos, Munro |                            |
|                                                                  | Marra 27' · Camargo 67' | Reporte                |           | Árbitro(s): Edgardo Zamora        | Árbitro(s): Edgardo Zamora |
| Colegiales se consagró campeón y ascendió a la Primera Nacional. |                         |                        |           |                                   |                            |

## Tabla general de posiciones
| Pos. | Equipo               | Pts. | PJ | PG | PE | PP | GF | GC | Dif. |
| ---- | -------------------- | ---- | -- | -- | -- | -- | -- | -- | ---- |
| 1.º  | Colegiales           | 86   | 42 | 26 | 8  | 8  | 59 | 25 | 34   |
| 2.º  | Argentino de Quilmes | 80   | 42 | 21 | 17 | 4  | 52 | 21 | 31   |
| 3.º  | Deportivo Armenio    | 78   | 42 | 22 | 12 | 8  | 63 | 34 | 29   |
| 4.º  | Ferrocarril Midland  | 69   | 42 | 18 | 15 | 9  | 53 | 32 | 21   |
| 5.º  | Los Andes            | 67   | 42 | 19 | 10 | 13 | 45 | 37 | 8    |
| 6.º  | Excursionistas       | 64   | 42 | 16 | 16 | 10 | 64 | 46 | 18   |
| 7.º  | Dock Sud             | 62   | 42 | 17 | 11 | 14 | 51 | 44 | 7    |
| 8.º  | Argentino de Merlo   | 62   | 42 | 17 | 11 | 14 | 47 | 44 | 3    |
| 9.º  | Deportivo Merlo      | 62   | 42 | 16 | 14 | 12 | 36 | 34 | 2    |
| 10.º | Flandria             | 60   | 42 | 16 | 12 | 14 | 37 | 37 | 0    |
| 11.º | Comunicaciones       | 57   | 42 | 14 | 15 | 13 | 47 | 38 | 9    |
| 12.º | UAI Urquiza          | 50   | 42 | 12 | 14 | 16 | 43 | 56 | −13  |
| 13.º | Liniers              | 49   | 42 | 12 | 13 | 17 | 32 | 34 | −2   |
| 14.º | Fénix                | 47   | 42 | 10 | 17 | 15 | 33 | 42 | −9   |
| 15.º | Villa Dálmine        | 47   | 42 | 10 | 17 | 15 | 22 | 32 | −10  |
| 16.º | Acassuso             | 46   | 42 | 11 | 13 | 18 | 31 | 49 | −18  |
| 17.º | San Martín (B)       | 45   | 42 | 11 | 12 | 19 | 29 | 43 | −14  |
| 18.º | Sacachispas          | 45   | 42 | 12 | 9  | 21 | 27 | 57 | −30  |
| 19.º | Sportivo Italiano    | 43   | 42 | 8  | 19 | 15 | 38 | 48 | −10  |
| 20.º | Deportivo Laferrere  | 43   | 42 | 8  | 19 | 15 | 37 | 55 | −18  |
| 21.º | Villa San Carlos     | 38   | 42 | 8  | 14 | 20 | 33 | 46 | −13  |
| 22.º | Cañuelas             | 37   | 42 | 9  | 10 | 23 | 30 | 55 | −25  |

|  | Ganador del Torneo Apertura. Perdió la final por el título de campeón. Clasificó a la Copa Argentina 2025 y a la semifinal del torneo reducido. |
|  | Ganador del Torneo Clausura. Campeón. Clasificó a la Copa Argentina 2025.                                                                       |
|  | Clasificaron a la primera fase del torneo reducido y a la Copa Argentina 2025.                                                                  |
|  | Clasificaron a la primera fase del torneo reducido.                                                                                             |
|  | Descendió a la Primera C. |

## Torneo reducido

### Cuadro de desarrollo
|  | Primera fase         | Primera fase         | Primera fase         | Primera fase         | Primera fase         |   |       | Semifinales                       | Semifinales                       | Semifinales                       | Semifinales                       | Semifinales                       |  |   | Final                | Final               | Final               | Final               | Final               |  |
|  | 8 al 17 de noviembre | 8 al 17 de noviembre | 8 al 17 de noviembre | 8 al 17 de noviembre | 8 al 17 de noviembre |   |       | 23 de noviembre al 2 de diciembre | 23 de noviembre al 2 de diciembre | 23 de noviembre al 2 de diciembre | 23 de noviembre al 2 de diciembre | 23 de noviembre al 2 de diciembre |  |   | 7 y 14 de diciembre  | 7 y 14 de diciembre | 7 y 14 de diciembre | 7 y 14 de diciembre | 7 y 14 de diciembre |  |
|  |                      |                      |                      |                      |                      |   |       |                                   |                                   |                                   |                                   |                                   |  |   |                      |                     |                     |                     |                     |  |
|  |                      |                      |                      |                      |                      |   |       |                                   |                                   |                                   |                                   |                                   |  |   |                      |                     |                     |                     |                     |  |
|  | 1                    | Argentino de Quilmes | 1                    | 3                    | 4                    |   |       |                                   |                                   |                                   |                                   |                                   |  |   |                      |                     |                     |                     |                     |  |
|  | 1                    | Argentino de Quilmes | 1                    | 3                    | 4                    |   |       |                                   |                                   |                                   |                                   |                                   |  |   |                      |                     |                     |                     |                     |  |
|  | 6                    | Argentino de Merlo   | 0                    | 1                    | 1                    |   |       |                                   |                                   |                                   |                                   |                                   |  |   |                      |                     |                     |                     |                     |  |
|  | 6                    | Argentino de Merlo   | 0                    | 1                    | 1                    |   | 1     | Argentino de Quilmes              | 0                                 | 1                                 | 1                                 |                                   |  |   |                      |                     |                     |                     |                     |  |
|  |                      |                      |                      |                      |                      |   | 1     | Argentino de Quilmes              | 0                                 | 1                                 | 1                                 |                                   |  |   |                      |                     |                     |                     |                     |  |
|  |                      |                      | 4                    | Excursionistas       | 0                    | 0 | 0     |                                   |                                   |                                   |                                   |                                   |  |   |                      |                     |                     |                     |                     |  |
|  | 3                    | Ferrocarril Midland  | 4                    | Excursionistas       | 0                    | 0 | 0     | 1                                 | 0                                 | 1 (3)                             |                                   |                                   |  |   |                      |                     |                     |                     |                     |  |
|  | 3                    | Ferrocarril Midland  |                      |                      |                      |   |       |                                   |                                   | 1 (3)                             |                                   |                                   |  |   |                      |                     |                     |                     |                     |  |
|  | 4                    | Excursionistas       | 1                    | 0                    | 1 (4)                |   |       |                                   |                                   |                                   |                                   |                                   |  |   |                      |                     |                     |                     |                     |  |
|  | 4                    | Excursionistas       | 1                    | 0                    | 1 (4)                |   |       |                                   |                                   |                                   |                                   |                                   |  | 1 | Argentino de Quilmes | 0                   | 1                   | 1 (4)               |                     |  |
|  |                      |                      |                      |                      |                      |   |       |                                   |                                   |                                   |                                   |                                   |  | 1 | Argentino de Quilmes | 0                   | 1                   | 1 (4)               |                     |  |
|  |                      |                      | 3                    | Los Andes            | 1                    | 0 | 1 (5) |                                   |                                   |                                   |                                   |                                   |  |   |                      |                     |                     |                     |                     |  |
|  | 2                    | Deportivo Armenio    | 3                    | Los Andes            | 1                    | 0 | 1 (5) | 2                                 | 1                                 | 3                                 |                                   |                                   |  |   |                      |                     |                     |                     |                     |  |
|  | 2                    | Deportivo Armenio    |                      |                      |                      |   |       |                                   |                                   | 3                                 |                                   |                                   |  |   |                      |                     |                     |                     |                     |  |
|  | 5                    | Dock Sud             | 0                    | 0                    | 0                    |   |       |                                   |                                   |                                   |                                   |                                   |  |   |                      |                     |                     |                     |                     |  |
|  | 5                    | Dock Sud             | 0                    | 0                    | 0                    |   | 2     | Deportivo Armenio                 | 1                                 | 1                                 | 2                                 |                                   |  |   |                      |                     |                     |                     |                     |  |
|  |                      |                      |                      |                      |                      |   | 2     | Deportivo Armenio                 | 1                                 | 1                                 | 2                                 |                                   |  |   |                      |                     |                     |                     |                     |  |
|  |                      |                      | 3                    | Los Andes            | 0                    | 3 | 3     |                                   |                                   |                                   |                                   |                                   |  |   |                      |                     |                     |                     |                     |  |
|  |                      |                      | 3                    | Los Andes            | 0                    | 3 | 3     |                                   |                                   |                                   |                                   |                                   |  |   |                      |                     |                     |                     |                     |  |
|  |                      |                      |                      |                      |                      |   |       |                                   |                                   |                                   |                                   |                                   |  |   |                      |                     |                     |                     |                     |  |
|  |                      |                      |                      |                      |                      |   |       |                                   |                                   |                                   |                                   |                                   |  |   |                      |                     |                     |                     |                     |  |
|  |                      |                      |                      |                      |                      |   |       |                                   |                                   |                                   |                                   |                                   |  |   |                      |                     |                     |                     |                     |  |
|  |                      |                      |                      |                      |                      |   |       |                                   |                                   |                                   |                                   |                                   |  |   |                      |                     |                     |                     |                     |  |

### Primera fase
Participaron los seis equipos ubicados en los primeros puestos de la tabla general -excluidos los ganadores del Apertura y el Clausura-, los que se ordenaron en base al lugar ocupado, enfrentándose los mejor con los peor ubicados, sucesivamente (1 con 6, 2 con 5 y 3 con 4). Los enfrentamientos fueron a doble partido, y el mejor ubicado fue local en el desquite. En caso de empate en el resultado global, se definió mediante tiros desde el punto penal. Los tres ganadores pasaron a las semifinales.

#### Tabla de ordenamiento
Se confeccionó según la ubicación de los equipos en la tabla general acumulada.
| Orden | Equipo               | Pos. |
| ----- | -------------------- | ---- |
| 1     | Argentino de Quilmes | 2.º  |
| 2     | Deportivo Armenio    | 3.º  |
| 3     | Ferrocarril Midland  | 4.º  |
| 4     | Excursionistas       | 6.º  |
| 5     | Dock Sud             | 7.º  |
| 6     | Argentino de Merlo   | 8.º  |

#### Partidos
| 10 de noviembre, 12:00 | Dock Sud | 0:2 (0:0) | Deportivo Armenio            | Estadio De Los Inmigrantes, Dock Sud |                             |
|                        |          | Reporte   | Maldonado 49' · F. López 81' | Árbitro(s): Gastón Iglesias          | Árbitro(s): Gastón Iglesias |

| 16 de noviembre, 17:00 | Deportivo Armenio | 1:0 (0:0) (Global 3:0) | Dock Sud | Estadio Armenia, Ingeniero Maschwitz |                        |
|                        | Barbieri 83'      | Reporte                |          | Árbitro(s): Ariel Cruz               | Árbitro(s): Ariel Cruz |

| 8 de noviembre, 20:30 | Excursionistas     | 1:1 (0:0) | Ferrocarril Midland | Estadio Excursionistas, Buenos Aires |                               |
|                       | Barrios 61' (pen.) | Reporte   | Frattini 46'        | Árbitro(s): Wenceslao Meneses        | Árbitro(s): Wenceslao Meneses |

| 17 de noviembre, 17:00 | Ferrocarril Midland | 0:0 (3:4 p.)(Global 1:1)   | Excursionistas | Estadio Ciudad de Libertad, Libertad |                             |
|                        | | Reporte                    | | Árbitro(s): Gonzalo Pereira          | Árbitro(s): Gonzalo Pereira |
|                        | | Tiros desde el punto penal | |                                      |                             |
|                        | Acierto de penal · Fallo de penal · Fallo de penal · Acierto de penal · Acierto de penal · Fallo de penal · Fallo de penal |                            | Fallo de penal · Fallo de penal · Acierto de penal · Acierto de penal · Acierto de penal · Fallo de penal · Acierto de penal |                                      |                             |

| 10 de noviembre, 15:00 | Argentino de Merlo | 0:1 (0:0) | Argentino de Quilmes | Estadio Argentino de Merlo, Merlo |                              |
|                        |                    | Reporte   | Alegre 84'           | Árbitro(s): Américo Monsalvo      | Árbitro(s): Américo Monsalvo |

| 17 de noviembre, 17:00 | Argentino de Quilmes                  | 3:1 (1:0) (Global 4:1) | Argentino de Merlo | Estadio Argentino de Quilmes, Quilmes |                              |
|                        | J. Martínez 37', 56' · Cipresso 90+6' | Reporte                | Gargiulo 68'       | Árbitro(s): Sebastián Bresba          | Árbitro(s): Sebastián Bresba |

### Semifinales
Participaron los tres equipos clasificados en la Primera fase y el perdedor de la final por el campeonato, los que se ordenaron en base al lugar ocupado en la tabla general, enfrentándose los mejor con los peor ubicados, sucesivamente (1 con 4 y 2 con 3). Los enfrentamientos fueron a doble partido, y el mejor ubicado fue local en el desquite. Los dos ganadores pasaron a la final.

#### Tabla de ordenamiento
Se confeccionó según la ubicación de los equipos en la tabla general acumulada.
| Orden | Equipo               | Pos. |
| ----- | -------------------- | ---- |
| 1     | Argentino de Quilmes | 2.º  |
| 2     | Deportivo Armenio    | 3.º  |
| 3     | Los Andes            | 5.º  |
| 4     | Excursionistas       | 6.º  |

#### Partidos
| 24 de noviembre, 19:15 | Los Andes | 0:1 (0:0) | Deportivo Armenio   | Estadio Eduardo Gallardón, Lomas de Zamora |                            |
| |           | Reporte   | Barbieri 68' (pen.) | Árbitro(s): Nicolás Kresta                 | Árbitro(s): Nicolás Kresta |
| Suspendido por las condiciones climáticas a los 14' del segundo tiempo, con el resultado 0 a 0. Se completó el 26 de noviembre, a partir de las 15:50. |           |           |                     |                                            |                            |

| 1 de diciembre, 17:00 | Deportivo Armenio | 1:3 (1:0) (Global 2:3) | Los Andes                         | Estadio Armenia, Ingeniero Maschwitz |                               |
|                       | Barbieri 9'       | Reporte                | Brondo 58', 82' · F. Martínez 90' | Árbitro(s): Wenceslao Meneses        | Árbitro(s): Wenceslao Meneses |

| 23 de noviembre, 21:10 | Excursionistas | 0:0     | Argentino de Quilmes | Estadio Excursionistas, Buenos Aires |                               |
|                        |                | Reporte |                      | Árbitro(s): Juan Cruz Robledo        | Árbitro(s): Juan Cruz Robledo |

| 2 de diciembre, 17:00 | Argentino de Quilmes | 1:0 (0:0) (Global 1:0) | Excursionistas | Estadio Argentino de Quilmes, Quilmes |                             |
|                       | Arzamendia 50'       | Reporte                |                | Árbitro(s): Jonathan De Oto           | Árbitro(s): Jonathan De Oto |

### Final
Participaron los dos equipos clasificados en las semifinales, los que se ordenaron en base al lugar ocupado en la tabla general. El enfrentamiento fue a doble partido, y el mejor ubicado fue local en la vuelta. El ganador jugará un repechaje por el tercer ascenso a la Primera Nacional contra el ganador de la Reválida del Torneo Federal A.

#### Tabla de ordenamiento
Se confeccionó según la ubicación de los equipos en la tabla general acumulada.
| Orden | Equipo               | Pos. |
| ----- | -------------------- | ---- |
| 1     | Argentino de Quilmes | 2.º  |
| 2     | Los Andes            | 5.º  |

#### Partidos
| 7 de diciembre, 17:00 | Los Andes  | 1:0 (0:0) | Argentino de Quilmes | Estadio Eduardo Gallardón, Lomas de Zamora |                              |
|                       | Gerzel 49' | Reporte   |                      | Árbitro(s): Américo Monsalvo               | Árbitro(s): Américo Monsalvo |

| 14 de diciembre, 17:00 | Argentino de Quilmes                                                                                | 1:0 (1:0) (4:5 p.)(Global 1:1) | Los Andes                                                                                              | Estadio de Argentino de Quilmes, Quilmes |                                |
|                        | J. Martínez 7'                                                                                      | Reporte                        | | Árbitro(s): Leandro Rey Hilfer           | Árbitro(s): Leandro Rey Hilfer |
|                        | | Tiros desde el punto penal     | |                                          |                                |
|                        | Leonardo Escalante · Angel Stringa · Ian Pezzani · Franco Sosa · Gerardo Alegre Rojas · Julián Vila |                                | Federico Martínez · Agustín Allione · Manuel Brondo · Ezequiel Gallegos · Matías Gómez · Gastón Gerzel |                                          |                                |

## Definición del tercer ascenso a la Primera Nacional
La disputaron Los Andes, ganador del Torneo reducido y Sarmiento de La Banda, ganador de la Reválida del Torneo Federal A, en estadio neutral, a un solo partido. El ganador ascendió a la Primera Nacional.

#### Partido
| 21 de diciembre, 17:00                    | Sarmiento (LB) | 0:1 (0:1) | Los Andes       | Estadio Julio César Villagra, Córdoba |                         |
|                                           |                | Reporte   | M. González 28' | Árbitro(s): Ariel Penel               | Árbitro(s): Ariel Penel |
| Los Andes ascendió a la Primera Nacional. |                |           |                 |                                       |                         |

## Goleadores
| Jugador        | Equipo            | Goles | Jugada | Cabeza | T. libre | Penal |
| -------------- | ----------------- | ----- | ------ | ------ | -------- | ----- |
| Juan Barbieri  | Deportivo Armenio | 22    | 16     | 3      | 0        | 3     |
| Leonel Barrios | Excursionistas    | 19    | 12     | 3      | 0        | 4     |
| Diego Aguirre  | Acassuso          | 17    | 6      | 7      | 0        | 4     |